# Terremoti nel Piemonte
Elenco dei principali terremoti avvenuti nel Piemonte. Sebbene abbastanza frequenti non hanno mai raggiunto il 6º grado della scala Richter. Il terremoto più forte registrato si è verificato nella Val Curone in provincia di Alessandria di magnitudo 5.7 senza però causare vittime, seguito subito dopo da quello della Val Pellice nella Città metropolitana di Torino di magnitudo 5.6 dove provocò anche 2 morti.

## Terremoti dal XII al XVIII secolo[1]
| Data                                 | Area epicentrale                                | Magnitudo e Intensità                  | Descrizione e dettagli | Vittime            |
| ------------------------------------ | ----------------------------------------------- | -------------------------------------- | --- | ------------------ |
| 3 gennaio 1117                       | Principalmente regione nord-orientale           | VII-VIII Mercalli                      | Fu il più forte terremoto di tutti i tempi mai registrato nella Pianura Padana, stimato almeno una 6.5 sulla scala Richter, ebbe il proprio epicentro a Isola della Scala nel veronese e fu una catastrofe. I morti furono almeno 30.000. Il sisma fu avvertito in tutto il nord Italia, in Slovenia, dalla Francia alla Germania, fino all’abbazia di Montecassino. In Piemonte, a Vercelli sicuramente venne danneggiato il Palazzo Vescovile e, in provincia, in località Caresana di Valsesia il terremoto distrusse chiese e palazzi, tanto che venti anni dopo, si parla di “borgo nuovo”. A Biella in località Salussola vengono distrutti chiese, abitazioni e le mura del borgo che vennero ricostruite nel 1374. Testimoni atterriti parlarono delle acque del Po e dell’Adige che si sarebbero “sollevate a volta” prima di travolgere gli argini e causare una catastrofica alluvione in gran parte della Pianura Padana. La terra si spaccò in più punti. Si intorpidirono le fontane e molti alberi vennero sradicati. Per avere una idea dell’estensione del sisma, basti pensare che si rilevarono gravi crolli anche in Germania, da Bamberga ad Augusta. Informazioni sul terremoto                          | ?                  |
| 25 dicembre 1222                     | Basso Monferrato, tra il Tanaro e la Bormida    | -                                      | Terremoto generale in tutta l’alta Italia, con epicentro nel bresciano, ma con segnalazione di danni considerevoli in Liguria ed in Genova, mentre fu avvertito ad Alessandria e sentito con violenza a Tortona, dove portò «grandissimo danno alle persone ed ai fabbricati». Secondo antichi scritti, nel Natale di quell'anno, il Tanaro e la Bormida uscirono dai loro letti, cambiarono corso, asportarono alberi e ci furono indicibili danni anche alle case. Informazioni sul terremoto | ?                  |
| 29 luglio 1276                       | Monferrato, alessandrino                        | 4.8 Richter 4.7 Me V-VI Mercalli       | L'evento sismico si verificò alle ore 20:30 vicino alla frazione di Poggio, nel comune di Grognardo, in provincia di Alessandria, alle esatte coordinate geografiche di 44.627 di latitudine e 8.482 di longitudine. Alcuni scritti fanno riferimento a San Damiano d'Asti ma senza menzionare danni, così come a Genova e Milano. Informazioni sul terremoto | -                  |
| 1311                                 | Pinerolese (TO)                                 | 4.6 Richter VI Mercalli                | L'evento sismico si verificò in prossimità del comune di Pinerolo, in provincia di Torino, nelle esatte coordinate geografiche di 44.885 di latitudine e 7.327 di longitudine. | -                  |
| Notte tra il 1º e il 2 febbraio 1369 | Alessandrino                                    | 4.9 Richter VII-VIII Mercalli          | L'evento sismico si verificò in prossimità del comune di Alessandria, nelle esatte coordinate geografiche di 44.913 di latitudine e 8.615 di longitudine. La scossa fu molto violenta e parecchi edifici in parte furono danneggiati, in parte crollarono; fu avvertita piuttosto forte anche a Masserano. | ?                  |
| 1449                                 | Pinerolese (TO)                                 | 4.2 Richter V Mercalli                 | L'evento sismico si verificò in prossimità del comune di Pinerolo, in provincia di Torino, nelle esatte coordinate geografiche di 44.885 di latitudine e 7.327 di longitudine. | -                  |
| 14 aprile 1477                       | Alto Monferrato, alessandrino                   | 4.1 Me IV-V Mercalli                   | La scossa si verificò alle ore 00:50 (GMT) ad Acqui Terme in provincia di Alessandria, alle esatte coordinate geografiche di 44.677 di latitudine e 8.465 di longitudine | -                  |
| 15 maggio 1502                       | Valle Stura, cuneese                            | 4.2 Richter 4.3 Me V Mercalli          | Si verificò in prossimità del comune di Borgo San Dalmazzo, in provincia di Cuneo, alle esatte coordinate geografiche di 44.331 di latitudine e 7.487 di longitudine. La città di Cuneo ebbe a soffrire dei danni. | -                  |
| 23 settembre 1502                    | Pianura del cuneese                             | VII-VIII Mercalli                      | Si verificò in prossimità del comune di Busca, in provincia di Cuneo, nelle esatte coordinate geografiche di 44.500 di latitudine e 7.500 di longitudine. Secondo le cronache, quel giorno una scossa a Cuneo fece atterrare molti edifici. | -                  |
| 1507                                 | Pinerolese (TO)                                 | 4.2 Richter V Mercalli                 | L'evento sismico si verificò in prossimità del comune di Pinerolo, in provincia di Torino, nelle esatte coordinate geografiche di 44.885 di latitudine e 7.327 di longitudine. | -                  |
| 10 febbraio 1513                     | Alessandrino                                    | 4.2 Richter 4.3 Me V Mercalli          | L'evento sismico si verificò in prossimità del comune di Alessandria, nelle esatte coordinate geografiche di 44.913 di latitudine e 8.615 di longitudine, ma senza effetti di danno. | -                  |
| 22 ottobre 1541                      | Valle Scrivia, alessandrino                     | 5.3 Richter VII-VIII Mercalli          | L'evento sismico si verificò nell'ora delle 20 tra le frazioni di Cuquello e Sant'Antonio, nel comune di Sardigliano, in provincia di Alessandria, alle esatte coordinate geografiche di 44.761 di latitudine e 8.909 di longitudine. Ci furono gravi danni e alcune vittime; danni rilevanti anche a Stazzano, Novi Ligure e Serravalle Scrivia. | ?                  |
| 13 maggio 1542                       | n.d.                                            | n.d.                                   | L'evento sismico si verificò alle ore 21:40 e si sentì distintamente. | -                  |
| 13 maggio 1549                       | Pianura del cuneese                             | 4.4 Richter 4.3 Me V-VI Mercalli       | L'evento sismico si verificò alle ore 10:30 in prossimità del comune di Trinità, in provincia di Cuneo, alle esatte coordinate geografiche di 44.517 di latitudine e 7.752 di longitudine. Ci furono dei danni in diversi posti. Informazioni sul terremoto | -                  |
| 28 febbraio 1550                     | Cuneese                                         | 4.9 Richter VI-VII Mercalli            | L'evento sismico si verificò nell'ora delle 17 in prossimità del comune di Cuneo, nelle esatte coordinate geografiche di 44.389 di latitudine e 7.547 di longitudine. | -                  |
| 20 luglio 1564                       | Alpi Marittime (Francia)                        | -                                      | Terremoto disastroso con molte vittime soprattutto sul versante francese. Il terremoto colpì una vasta area tra la Provenza e il Piemonte, da Venanson e Nizza, fino a Cuneo. Nostradamus, cronista coevo, riferisce che le vittime furono tra 800 e 900, di cui 300 nelle prime ventiquattro ore; molti si rifugiarono nelle chiese e perirono per il crollo delle cupole. La scossa del 20 luglio 1564 danneggiò molto gravemente, causando crolli e rovine, una decina di località delle Alpi Marittime, che attualmente rientrano nella regione francese di Provence-Côte d’Azur. Il terremoto si propagò ai centri liguri occidentali, da Sanremo, a Taggia, a Porto Maurizio (ora parte di Imperia), con effetti di risentimento avvertiti anche nel cuneese. Sull’ora in cui avvenne la prima scossa non c’è accordo tra le fonti: alcune relazioni tedesche indicano le ore 23 italiane, mentre quelle italiane indicano la prima o la seconda ora della notte; la discrepanza può dipendere sia dai diversi usi orari, sia dalle imprecisioni delle fonti. Le successive due repliche avvennero rispettivamente alle 6 (ora italiana) 1:30 GMT e poco prima dell’alba, intorno alle 4 GMT. Informazioni sul terremoto | ?                  |
| 1º marzo 1584                        | Valle Maira, cuneese                            | 4.9 Richter VI-VII Mercalli            | L'evento sismico si verificò in prossimità del comune di Dronero, in provincia di Cuneo, nelle esatte coordinate geografiche di 44.466 di latitudine e 7.362 di longitudine. | -                  |
| 15 gennaio 1611                      | Alpi Cozie, Val Pellice, torinese               | 4.4 Richter 4.5 Me V-VI Mercalli       | La tradizione storiografica localizza la scossa nella valle di Luserna San Giovanni in provincia di Torino, nelle esatte coordinate geografiche di 44.808 di latitudine e 7.245 di longitudine, dove, tuttavia, non sono ricordati effetti distruttivi. | -                  |
| 18 gennaio 1618                      | Alpi Marittime francesi                         | n.d.                                   | L'evento sismico ebbe una magnitudo di 5.6 e si verificò nelle Alpi nizzarde, nel territorio comunale di Lantosque. Informazioni | -                  |
| 15 febbraio 1644                     | Alpi Marittime francesi                         | V-VI Mercalli                          | L'evento sismico si verificò alle ore 16 locali di magnitudo 5.7 nelle Alpi nizzarde e fu sentito anche fortemente nella provincia di Alessandria, soprattutto a Cassine. Informazioni sul terremoto | -                  |
| 30 aprile 1680                       | Valle Scrivia, alessandrino                     | 5.1 Richter VII Mercalli               | L'evento sismico si verificò nell'ora delle 13 in prossimità del comune di Gavi, in provincia di Alessandria, nelle esatte coordinate geografiche di 44.688 di latitudine e 8.803 di longitudine. | -                  |
| 2 luglio e 21 dicembre 1703          | Monferrato astigiano e alessandrino             | 3.5 Me e 3.7 Richter III e IV Mercalli | La prima scossa si verificò in prossimità del comune di Monastero Bormida, nella provincia di Asti, nelle esatte coordinate di 44.633 di latitudine e 8.309 di longitudine. Si sentì leggermente a Carmagnola e anche a Genova. La seconda scossa invece si verificò nell'ora delle 22 vicino al confine con la Liguria, tra le frazioni di Abasse e Piancastagna, nel comune di Ponzone, in provincia di Alessandria, alle esatte coordinate geografiche di 44.542 di latitudine e 8.529 di longitudine. Fu sentito ad Asti, Savona e Genova. | -                  |
| 9 marzo 1753                         | Alpi Cozie, Val Chisone, torinese               | 5.2 Richter VI-VII Mercalli            | Questa forte scossa si verificò alle ore 14:15 in prossimità del comune di Pomaretto, in provincia di Torino, alle esatte coordinate geografiche di 44.941 di latitudine e 7.181 di longitudine. L’evento interessò centri di grande importanza strategica come Pinerolo, Perosa e Fenestrelle. Il terremoto spaventò molto la popolazione, ma non fece vittime in modo diretto. I danni riguardarono prevalentemente caduta di tetti, di comignoli, di qualche muro esterno, in particolare alle strutture militari fortificate. Il periodo sismico fu caratterizzato da una lunga serie di scosse che si protrassero fino alla prima metà di maggio e molte persone dimorarono all'aperto per 3 mesi; una forte ripresa dell’attività sismica si ebbe, in seguito, nei primi giorni del mese di agosto. La scossa fu avvertita anche a Gap, Chambery in Francia e persino a Ginevra in Svizzera. Dettagli | Alcune (indirette) |
| 9 dicembre 1755                      | Alpi Pennine svizzere                           | V-VI Mercalli                          | L'evento sismico si verificò a Briga, in Svizzera, di magnitudo 5.7. Avvertita molto fortemente a Novara con anche dei lievi danni; sentita a Vercelli e Ivrea (IV-V); poco a Torino (III-IV). Informazioni sul terremoto | -                  |
| 26 maggio 1759                       | Alessandrino                                    | 4.3 Me V Mercalli                      | Il terremoto si verificò alle ore 22:15 (GMT) in prossimità del comune di Alessandria, nelle esatte coordinate geografiche di 44.895 di latitudine e 8.649 di longitudine. Fu sentito distintamente a Tortona, Torino, Genova e soprattutto a Pavia. | -                  |
| 7 febbraio 1767                      | Appennino ligure (GE)                           | VI Mercalli                            | L'evento sismico di magnitudo 5 si verificò nel genovese, al confine tra la Liguria e il Piemonte, alle esatte coordinate geografiche di 44.548 di latitudine e 8.681 di longitudine, ma fu sentito in maniera anche forte nella provincia di Alessandria soprattutto ad Acqui Terme ma fu avvertito fino a Torino, Fivizzano e Lucca in Toscana. | -                  |
| 26 maggio 1767                       | Alpi Graie, Valli di Lanzo, provincia di Torino | 5.1 Richter VII Mercalli               | Questo forte sisma si verificò alle ore 19:24 locali con l'epicentro tra i comuni di Lanzo Torinese e Balangero nel torinese, alle esatte coordinate geografiche di 45.272 di latitudine e 7.502 di longitudine. Colpì la Valle di Lanzo, nel Piemonte occidentale. A Lanzo Torinese la scossa causò il crollo di alcune case, a Balangero la caduta delle mura di un vecchio castello e in un altro paese, di cui le fonti non fanno il nome, il crollo della volta di una chiesa. La scossa fu avvertita senza danni a Torino. Il colle di Santa Cristina, nella valle omonima, fu visto "ondeggiare e fumare". | -                  |
| 1° e 4 agosto 1780                   | Valle Scrivia, alessandrino                     | 4.2 Richter 4.3 Me V Mercalli          | I due eventi sismici si verificarono in prossimità del comune di Tortona, in provincia di Alessandria, nelle esatte coordinate geografiche di 44.897 di latitudine e 8.864 di longitudine. | -                  |
| 30 marzo 1784                        | Appennino ligure (PV)                           | V Mercalli                             | L'evento sismico di magnitudo 4.2 si verificò nell'ora delle 12 vicino al confine con il Piemonte nell'Oltrepò Pavese, in prossimità del comune di Cella, in provincia di Pavia, nelle esatte coordinate geografiche di 44.776 di latitudine e 9.183 di longitudine. | -                  |
| 12 settembre 1785                    | Val di Susa, torinese                           | 4.2 Richter V Mercalli                 | L'evento sismico si verificò vicino alla borgata San Marco, tra i comuni di Oulx e Sauze d'Oulx, in provincia di Torino, alle esatte coordinate geografiche di 45.020 di latitudine e 6.842 di longitudine. La scossa fu avvertita in maniera forte anche a Briancon e venne sentito persino a Grenoble in Francia. | -                  |
| 24 novembre 1786                     | Langhe, cuneese                                 | 4.3 Richter 4.4 Me V Mercalli          | L'evento sismico si verificò alle ore 07:45 vicino alla località di Balestra, nel comune di Sommariva Perno, in provincia di Cuneo, alle esatte coordinate geografiche di 44.731 di latitudine e 7.909 di longitudine. | -                  |

## Terremoti del XIX secolo[1]
| Data                | Area epicentrale                                         | Magnitudo e Intensità                | Descrizione e dettagli | Vittime |
| ------------------- | -------------------------------------------------------- | ------------------------------------ | --- | ------- |
| 19 dicembre 1807    | Alpi Biellesi, Valle dell'Elvo                           | 4.2 Richter 4.3 Me V Mercalli        | L'evento sismico si verificò alle ore 02:30 vicino alla località di Luisa, nel comune di Graglia, in provincia di Biella, alle esatte coordinate geografiche di 45.552 di latitudine e 7.970 di longitudine. La scossa si avvertì piuttosto forte a Biella, Oropa (santuario) e a Ivrea. | -       |
| 2 aprile 1808       | Alpi Cozie, Val Pellice, provincia di Torino             | 5.6 Richter 5.7 Me VIII Mercalli     | Questa rovinosa scossa di terremoto sì verificò alle ore 17:43 tra i comuni di Angrogna e Luserna San Giovanni in provincia di Torino, alle esatte coordinate geografiche di 44.838 di latitudine e 7.248 di longitudine. La durata della scossa è stata di 20 secondi a Torino. Vi furono gravissimi danni al patrimonio edilizio con crolli totali, numerosi crolli parziali e gravi lesioni a tutti gli edifici, molti dei quali divennero pericolanti e inabitabili. Ci furono decine di feriti nei comuni più prossimi all'epicentro, un numero imprecisato di capi di bestiame coinvolti dal crollo degli edifici e pure due persone decedute a San Germano e a Vigone. Il periodo sismico si protrasse fino alla fine di ottobre, danneggiando gravemente i paesi delle valli dei torrenti Pellice e Chisone, nel circondario di Pinerolo. Il panico indusse la popolazione di numerose località a cercare scampo nelle campagne. L'area di risentimento fu entro un raggio di 280-300 chilometri (Ginevra, Milano, Genova, Marsiglia, Lione e Dipartimento della Loira). Dopo la scossa principale, altre di forza potenza alla sera alle ore 21:15 di magnitudo 5, poi il 16 aprile di ben 5.3, il 18 aprile di 5.1 e il 20 aprile di magnitudo 4.8. Pdf - Informazioni - Dettagli | 2       |
| 23 febbraio 1818    | Regione centro-meridionale                               | V-VI Mercalli                        | L'evento sismico si verificò alle ore 19:10 nella Liguria occidentale con una magnitudo di 5.3 alle esatte coordinate geografiche di 43.920 di latitudine e 8.034 di longitudine, ma si avvertì fino a Torino. Alcuni danni lievi ci furono in provincia di Alessandria a Carentino. La scossa fu sentita anche fino a Marseille in Francia. Informazioni sul terremoto | -       |
| 4 febbraio 1824     | Appennino ligure                                         | V Mercalli                           | | -       |
| 26 febbraio 1827    | Alpi Pennine (Svizzera)                                  | IV Mercalli                          | | -       |
| 9 ottobre 1828      | Appennino ligure, Val Curone, alessandrino               | 5.7 Richter 5.8 Me VII-VIII Mercalli | Questo forte evento sismico si verificò presso il comune di Brignano-Frascata alle esatte coordinate geografiche di 44.821 di latitudine e 9.047 di longitudine. La notte tra l'8 e il 9 ottobre dell'anno 1828, nell'alto Monferrato, intorno alla Valle Scrivia un forte boato preannunciò una violenta scossa, che durò 10 secondi circa. Non vi furono però danni gravissimi. Nei giorni successivi diverse le scosse di assestamento, e molta gente preferì accamparsi all'aperto. La scossa fu sentita o avvertita in gran parte del nord-ovest italiano, a Lugano in Svizzera, persino a Marseille in Francia, nella Toscana e a Ravenna in Emilia-Romagna. Dettagli | -       |
| 23 maggio 1835      | Provincia di Cuneo                                       | 4.9 Richter VI-VII Mercalli          | L'evento sismico si verificò alle ore 09:30 locali in prossimità del comune di Boves nel cuneese, nelle esatte coordinate geografiche di 44.330 di latitudine e 7.551 di longitudine. Due ore dopo fu avvertita una replica più leggera. Le due scosse colpirono il medesimo paese dove causarono la caduta di molti fumaioli e l’apertura di leggere lesioni nelle murature; fu particolarmente danneggiato l’ospedale nel quale una camerata divenne pericolante. Non sono attestati effetti in nessuna località vicina come Cuneo o Peveragno. | -       |
| 24 gennaio 1837     | Alpi Pennine (Svizzera)                                  | n.d.                                 | Si verificò nell'ora delle 2 di notte. | -       |
| 20 gennaio 1845     | Valle Scrivia, alessandrino                              | 3.7 Richter 3.9 Me V Mercalli        | L'evento sismico si verificò alle ore 06:15 in prossimità del comune di Garbagna, in provincia di Alessandria, nelle esatte coordinate geografiche di 44.781 di latitudine e 8.999 di longitudine. La scossa fu avvertita anche Perleto. | -       |
| 18 giugno 1849      | Alpi Marittime, Valle Vermenagna, cuneese                | 4.2 Richter V Mercalli               | L'evento sismico si verificò alle ore 08:25 nella frazione di Tetto Mezzavia, tra i comuni di Vernante e Limone Piemonte, alle esatte coordinate geografiche di 44.229 di latitudine e 7.561 di longitudine. Il terremoto si sentì distintamente nel Colle di Tenda e in Valle Vermenagna. | -       |
| 23 giugno 1849      | Alpi Marittime, Valle Vermenagna, cuneese                | 4.2 Richter V Mercalli               | L'evento sismico si verificò tra le frazioni di Panice Sottana e Panice Soprana, nel comune di Limone Piemonte, alle esatte coordinate geografiche di 44.175 di latitudine e 7.566 di longitudine. | -       |
| 29 dicembre 1854    | Principalmente regione sud-occidentale                   | VI-VII Mercalli                      | Si verificò alle ore 02:45 in Costa Azzurra con una magnitudo di 5.7 alle esatte coordinate geografiche di 43.433 di latitudine e 7.584 di longitudine, ma fu avvertito in gran parte del Piemonte (particolarmente nel sud-ovest dove ci furono anche dei danni), anche fino a Milano e addirittura a Verona; fu sentito persino a Bex in Svizzera e a Lione in Francia. | -       |
| 25 luglio 1855      | Alpi Pennine (Svizzera)                                  | VI-VII Mercalli                      | Alle ore 13:50, in Svizzera, vicino al confine con il Piemonte, alle esatte coordinate geografiche di 46.230 di latitudine e 7.820 di longitudine, si verificò una forte scossa di terremoto di magnitudo 6.2 a carattere ondulatorio con direzione da NE a SW per la durata di 5 secondi che provocò danni nelle zone alpine della Val d’Ossola e lievi danni vennero registrati persino a Torino. Le zone maggiormente colpite furono nella valle di Visp nella regione svizzera del Vallese, dove vi furono gravi danni, crolli e lesioni agli edifici. Provocò il distaccamento di numerose frane, tra cui una vicino a Sankt Niklaus. Il terremoto causò danni rilevanti anche in diversi centri della Valle d'Aosta e danni modesti vennero registrati anche a Ginevra e Aosta. Un uomo, proprio in Valle d'Aosta, precipitò da una roccia e perse la vita. Il sisma si avvertì pure a Mantova, Modena, Parma e Milano. Ne seguì uno sciame sismico con scosse anche di forte intensità. Vi furono danni anche a Chamois, Valtournenche, Antey-Saint-André, Champeille, Ayas, Vieyes, Chambave e Torgnon. Informazioni sul terremoto | -       |
| 30 agosto 1858      | Valle Stura di Demonte, Cuneese                          | 4.4 Richter V Mercalli               | L'evento sismico si verificò alle ore 16:30 vicino alla frazione di Fresia-Comba, nel comune di Demonte, in provincia di Cuneo, alle esatte coordinate geografiche di 44.323 di latitudine e 7.341 di longitudine. | -       |
| 25 ottobre 1858     | Val Chisone, torinese                                    | 4.6 Richter 4.7 Me VI Mercalli       | L'evento sismico si verificò nella notte in prossimità del comune di Abbadia Alpina, in provincia di Torino, nelle esatte coordinate geografiche di 44.888 di latitudine e 7.307 di longitudine. Questo terremoto fu avvertito piuttosto forte a Pinerolo e sentito anche a Cavour, mentre nella zona dell'epicentro ci furono anche dei danni, ma non gravi. | -       |
| 22 settembre 1866   | Pianura torinese                                         | 4.4 Richter IV-V Mercalli            | L'evento sismico si verificò vicino alle frazioni di San Bernardo e San Michele e Grato, nel comune di Carmagnola in provincia di Torino, alle esatte coordinate geografiche di 44.853 di latitudine e 7.691 di longitudine. Il terremoto fu sentito fino a Cuneo, Cassine nell'alessandrino e anche a Mentone in Francia. | -       |
| 20 maggio 1870      | Canavese, torinese                                       | 3.5 e 3.9 Me III e IV Mercalli       | Quella notte ci furono tre scosse, le prime due di uguale magnitudo e rispettivamente alle ore 00:10 e 01:10 (GMT), mentre la più forte alle ore 01:30 (GMT), tutte localizzate nella singola località di Ivrea, in provincia di Torino, nelle esatte coordinate di 45.463 di latitudine e 7.874 di longitudine. Informazioni sui terremoti | -       |
| 24 giugno 1870      | Area metropolitana di Torino                             | 3.5 Me III Mercalli                  | Ci furono tre scosse localizzate nella singola località di Moncalieri, in provincia di Torino, nelle esatte coordinate geografiche di 45.001 di latitudine e 7.702 di longitudine. La seconda alle ore 17:00, la terza alle ore 14:30 (GMT). Informazioni sui terremoti | -       |
| 21 maggio 1873      | Area metropolitana di Torino                             | 3.5 Me III Mercalli                  | Ci furono tre scosse localizzate nella singola località di Moncalieri, in provincia di Torino, nelle esatte coordinate geografiche di 45.001 di latitudine e 7.702 di longitudine. La seconda alle ore 17:00, la terza alle ore 14:30 (GMT). Informazioni sui terremoti | -       |
| 20 agosto 1873      | Area metropolitana di Torino                             | 3.5 Me III Mercalli                  | Ci furono tre scosse localizzate nella singola località di Moncalieri, in provincia di Torino, nelle esatte coordinate geografiche di 45.001 di latitudine e 7.702 di longitudine. La seconda alle ore 17:00, la terza alle ore 14:30 (GMT). Informazioni sui terremoti | -       |
| 3 agosto 1873       | Alpi Biellesi, Valle dell'Elvo                           | 3.7 Richter 4.1 Me IV-V Mercalli     | L'evento sismico si verificò alle ore 23:53 in prossimità del comune di Graglia, in provincia di Biella, nelle esatte coordinate geografiche di 45.558 di latitudine e 7.978 di longitudine. La scossa venne sentita a Pollone e anche ad Ivrea. Informazioni sul terremoto | -       |
| 22 agosto 1873      | Valle Cervo, biellese                                    | 4.3 Me V Mercalli                    | Il terremoto si verificò alle ore 16:35 (GMT) nell'area Eporediese, nel territorio comunale di San Paolo Cervo, in provincia di Biella, alle esatte coordinate di 45.634 di latitudine e 8.000 di longitudine. Informazioni sul terremoto | -       |
| 20 settembre 1873   | Area metropolitana di Torino                             | 3.5 Me III Mercalli                  | Ci furono quattro scosse localizzate nella singola località di Moncalieri, in provincia di Torino, nelle esatte coordinate geografiche di 45.001 di latitudine e 7.702 di longitudine. La prima alle ore 13:30, la seconda alle 07:00, l'ultima alle ore 14:30 (GMT). Informazioni sui terremoti | -       |
| 3 dicembre 1873     | Area metropolitana di Torino                             | 3.5 Me III Mercalli                  | Ci furono quattro scosse localizzate nella singola località di Moncalieri, in provincia di Torino, nelle esatte coordinate geografiche di 45.001 di latitudine e 7.702 di longitudine. La prima alle ore 13:30, la seconda alle 07:00, l'ultima alle ore 14:30 (GMT). Informazioni sui terremoti | -       |
| 10 aprile 1874      | Area metropolitana di Torino                             | 3.5 Me III Mercalli                  | Ci furono quattro scosse localizzate nella singola località di Moncalieri, in provincia di Torino, nelle esatte coordinate geografiche di 45.001 di latitudine e 7.702 di longitudine. La prima alle ore 13:30, la seconda alle 07:00, l'ultima alle ore 14:30 (GMT). Informazioni sui terremoti | -       |
| 1º dicembre 1874    | Alpi Pennine (Svizzera)                                  | n.d.                                 | | -       |
| 11 febbraio 1875    | Alpi Biellesi, Valle dell'Elvo                           | 4.2 Richter 4.3 Me V Mercalli        | L'evento sismico si verificò nell'ora delle 21 tra i comuni di Graglia, Netro e Donato in provincia di Biella, alle esatte coordinate geografiche di 45.570 di latitudine e 7.919 di longitudine. Il terremoto fu piuttosto forte a Oropa (santuario) e a Borgofranco d'Ivrea, mentre fu sentito o avvertito leggermente a Riva Valdobbia, Mollia e anche a Ivrea. Alle ore 18:30 GMT ci fu già una scossa di 3.0 Me avvertita molto leggermente a Oropa. Informazioni sui terremoti | -       |
| 13 febbraio 1875    | Canavese, provincia di Torino                            | 3.7 Me III-IV Mercalli               | La scossa si verificò alle ore 22:07 (GMT) localizzata nella singola località di Ivrea, nel torinese, alle esatte coordinate di nelle esatte coordinate di 45.463 di latitudine e 7.874 di longitudine. | -       |
| 14 febbraio 1875    | Canavese, provincia di Torino                            | 3.9 Richter 4.1 Me IV-V Mercalli     | L'evento sismico si verificò alle ore 05:40 presso il comune di Montalto Dora, nel torinese, alle esatte coordinate geografiche di 45.487 di latitudine e 7.867 di longitudine. La scossa fu avvertita abbastanza forte a Borgofranco d'Ivrea, Ivrea e venne sentita leggermente anche a Oropa (santuario). Informazioni sul terremoto | -       |
| 15 febbraio 1875    | Canavese, provincia di Torino                            | 3.5 Me III Mercalli                  | La scossa si verificò alle ore 21:00 (GMT) localizzata nella singola località di Ivrea, nel torinese, alle esatte coordinate di nelle esatte coordinate di 45.463 di latitudine e 7.874 di longitudine. | -       |
| 22 giugno 1875      | Area metropolitana di Torino                             | 3.7 Me III-IV Mercalli               | Ci furono due scosse localizzate nella singola località di Moncalieri, in provincia di Torino, nelle esatte coordinate geografiche di 45.001 di latitudine e 7.702 di longitudine. La prima alle ore 19:00, la seconda alle 17:00 (GMT). Informazioni sul terremoto | -       |
| 10 ottobre 1875     | Area metropolitana di Torino                             | 3.7 Me III-IV Mercalli               | Ci furono due scosse localizzate nella singola località di Moncalieri, in provincia di Torino, nelle esatte coordinate geografiche di 45.001 di latitudine e 7.702 di longitudine. La prima alle ore 19:00, la seconda alle 17:00 (GMT). Informazioni sul terremoto | -       |
| 23 luglio 1875      | Vercellese                                               | 3.7 Me III-IV Mercalli               | La scossa si verificò alle ore 00:55 (GMT) localizzata nella singola località di Vercelli, nelle esatte coordinate geografiche di 45.323 di latitudine e 8.418 di longitudine. | -       |
| 22 gennaio 1878     | Alpi Cozie, cuneese                                      | 3.9 Richter IV-V Mercalli            | L'evento sismico si verificò alle ore 08:44 tra i comuni di Sanfront e Envie, in provincia di Cuneo, alle esatte coordinate geografiche di 44.673 di latitudine e 7.334 di longitudine. La scossa fu avvertita abbastanza forte a Saluzzo, ma anche a Crissolo nella frazione di Villa e a Pinerolo; a Dronero fu sentita moderatamente. | -       |
| 7-8 giugno 1878     | Alpi Cozie, Valle Maira, provincia di Cuneo              | 4.9 Richter VI Mercalli              | Questo terremoto si verificò alle ore 00:25 locali nei pressi di Dronero in provincia di Cuneo, alle esatte coordinate geografiche di 44.442 di latitudine e 7.359 di longitudine. Colpì in particolare il cuneese. Gli effetti maggiori avvennero a Cartignano dove il terremoto causò la caduta di tetti e l'apertura di screpolature nella canonica e a Cuneo dove crollò qualche camino e ci furono scrostamenti di vecchi muri; il terremoto fu fortissimo a Santa Margherita; fu molto forte a Santo Stefano Belbo; fu forte a Saluzzo dove causò lo spostamento di mobili nelle case, ad Alba, Barge, Boves, Casteldelfino, Crissolo, Mondovì, Verzuolo; fu di mediocre intensità a Cavour, Demonte, Dronero, Paesana, Pinerolo, Valfenera; fu assai sensibile a Savona; fu leggero a Moncalieri e Porto Maurizio. Il terremoto fu inoltre avvertito a Cherasco, Faule, Fossano, Frabosa Soprana, Macello, Marsaglia, Monchiero, Monesiglio, Murazzano, Roata Chiusani e, in territorio francese, a Mentone. Informazioni sul terremoto | -       |
| 4 luglio 1880       | Alpi Pennine (Svizzera)                                  | V-VI Mercalli                        | L'evento sismico si verificò alle ore 10:20. Informazioni sul terremoto | -       |
| 2 agosto 1880       | Alpi Biellesi                                            | 4.2 Richter 4.3 Me V Mercalli        | Il terremoto si verificò alle ore 04:15 presso il comune di Oropa (santuario), in provincia di Biella, nelle esatte coordinate geografiche di 45.627 di latitudine e 7.981 di longitudine. | -       |
| 2 marzo 1881        | Alpi Biellesi, Valle dell'Elvo                           | 4.2 Richter 4.3 Me V Mercalli        | Il terremoto si verificò alle ore 01:10 presso il comune di Occhieppo Inferiore, in provincia di Biella, nelle esatte coordinate geografiche di 45.554 di latitudine e 8.021 di longitudine. | -       |
| 3 marzo 1881        | Alpi Pennine (Svizzera)                                  | n.d.                                 | L'evento sismico si verificò alle ore 03:30. | -       |
| 22 luglio 1881      | Alpi Graie (Francia)                                     | III-IV Mercalli                      | L'evento sismico si verificò alle ore 04:45 in Francia, con una magnitudo di 5.4, in prossimità del comune di Detrier nel dipartimento della Savoia. In questa zona ci furono anche dei danni, ma non gravi, soprattutto a Saint-Jean-de-Maurienne e Allemond. Questa scossa di terremoto molto forte si sentì in diversi luoghi del Piemonte, a partire dal torinese fino a Torino e Moncalieri, nel biellese, nel cuneese a Fossano, a Domodossola nel verbano e anche persino ad Alessandria; addirittura in Liguria fu sentito a Savona; in Svizzera è stato avvertito in diversi luoghi; in Francia addirittura fu avvertito fino a Grignon. | -       |
| 3 agosto 1881       | Monferrato alessandrino                                  | 3.7 Richter 3.9 Me IV Mercalli       | L'evento sismico si verificò alle ore 16:42 vicino alla frazione di Caranzano, nel comune di Cassine in provincia di Alessandria, alle esatte coordinate geografiche di 44.724 di latitudine e 8.524 di longitudine. La scossa fu avvertita fino ad Alessandria. Informazioni sul terremoto | -       |
| 15 febbraio 1882    | Appennino ligure, Val Borbera, alessandrino              | 4.8 Richter 5.0 Me VI Mercalli       | L'evento sismico si verificò nell'ora delle 6 del mattino tra i comuni di Cabella Ligure e Mongiardino Ligure, in provincia di Alessandria, alle esatte coordinate geografiche di 44.660 di latitudine e 9.085 di longitudine. Il terremoto fu avvertito fino a Tortona; in Emilia-Romagna fino a Piacenza e a Parma. Alle ore 00:10 (GMT) ci fu già una scossa di 3.5 Me nel territorio comunale di Gremiasco, in Val Curone. Informazioni sul terremoto | -       |
| 7 marzo 1883        | Alpi Cozie, Valle Bronda, cuneese                        | 4.2 Richter IV-V Mercalli            | L'evento sismico si verificò alle ore 22:15 in prossimità della frazione di Combetta, nel comune di Brondello in provincia di Cuneo, alle esatte coordinate geografiche di 44.604 di latitudine e 7.401 di longitudine. Il terremoto fu avvertito anche piuttosto forte in molti luoghi del Piemonte sud-occidentale. | -       |
| 23 novembre 1884    | Alpi Cozie (Francia)                                     | III-IV Mercalli                      | L'evento sismico si verificò alle ore 17:15 in territorio francese nel dipartimento delle Alte Alpi, nel comune di Châteauroux-les-Alpes, alle esatte coordinate geografiche di 44.646 di latitudine e 6.525 di longitudine. La scossa fu sentita in territorio piemontese a Torino e anche nel cuneese; in Francia fino a Draguignan, Toulon, addirittura a Marseille e in Svizzera a Ginevra. | -       |
| 27 novembre 1884    | Alpi Cozie (Francia)                                     | V-VI Mercalli                        | L'evento sismico si verificò alle ore 23:15 nel territorio francese, in prossimità del comune di Saint-Chaffrey, alle esatte coordinate geografiche di 44.934 di latitudine e 6.623 di longitudine. In Piemonte fu avvertito in diversi luoghi, soprattutto nel torinese, ma anche nel cuneese, ad Asti, Biella e addirittura a Domodossola nel verbano. Informazioni sul terremoto | -       |
| 1º luglio 1885      | Alpi Marittime, Valle Gesso, cuneese                     | 3.9 Richter IV-V Mercalli            | L'evento sismico si verificò alle ore 09:15 in prossimità del comune di Roaschia, in provincia di Cuneo, alle esatte coordinate geografiche di 44.260 di latitudine e 7.465 di longitudine. La scossa fu avvertita a Valdieri e Vernante. | -       |
| 5 settembre 1886    | Alpi Cozie, Val Sangone, torinese                        | 5.2 Richter VII Mercalli             | Questo terremoto molto forte si verificò alle ore 21:20 presso la borgata Baronera, nel comune di Giaveno in provincia di Torino, alle esatte coordinate geografiche di 45.036 di latitudine e 7.306 di longitudine. I danni più significativi, ma non gravi, si verificarono a Coazze e Pinasca (crepe in tutti gli edifici e caduta di camini), a Chiusa di San Michele e Vaie (crepe e caduta di tegole), nonché a Volvera. Lesioni meno significative e meno diffuse a Caprie (Chiavrie), San Francesco al Campo, Sciolze e Melezet. Fu forte ma non provocò danni, solo al più lievi, in molte altre località piemontesi. Il sisma fu avvertito leggermente anche fino a Tortona e Volpeglino nell'alessandrino, a Genova, Loano, Bogliasco e Savona in Liguria, fino a Milano e Como in Lombardia, Zenna, e addirittura nel bolognese a Borgo Tossignano dove fu sentito moderatamente. La scossa fu avvertita anche a Cogne ed Aosta, nonché a Briançon; in Svizzera, a Sion, Ginevra e Berna. | -       |
| 13 ottobre 1886     | Alessandrino                                             | 3.5 Me III Mercalli                  | La scossa si verificò alle ore 08:45 (GMT) vicino alla città di Alessandria, nelle esatte coordinate geografiche di 44.850 di latitudine e 8.735 di longitudine. Informazioni sul terremoto | -       |
| 23 febbraio 1887    | Principalmente regione meridionale                       | VII-VIII Mercalli                    | Questo violento sisma si verificò alle ore 06:21:50 in Liguria di magnitudo 6.3 in prossimità della frazione di Caramagna Ligure, nel comune di Imperia, alle esatte coordinate geografiche di 43.891 di latitudine e 7.992 di longitudine, ma si avvertì in tutto il nord-ovest italiano, anche nelle vicine zone francesi e fino in Svizzera; passò alla storia come “Il terremoto di Diano Marina”. A Torino la scossa provocò numerosi, ma non gravi, danni. Nei dettagli, alle 6:20 circa, nello spazio di 17 secondi, la terra trema tre volte: la seconda è più potente delle altre due; alle 6.31 circa altre due leggere scosse, per una durata complessiva di 9 secondi; alle 8.55 circa un'altra. Secondo le cronache dell'epoca lo spavento fu molto: tremarono le finestre, suonarono le campane e la gente scese in strada trovando in terra interi camini, tegole e vetri rotti. Alle 6.24, una scossa di terremoto di almeno 12 secondi fece tremare Alessandria. Non ci furono vittime ma i cittadini si sono spaventati. L’orologio della piazza municipale si fermò. Per fortuna i danni furono ridotti rispetto alle zone liguri e al basso Piemonte dove, invece, furono devastanti. Informazioni sul terremoto                                                        | -       |
| 3 marzo 1887        | Alpi Cozie, Valle Maira, cuneese                         | 4.2 Richter V Mercalli               | L'evento sismico si verificò nell'ora delle 3 di notte presso il comune di Marmora, in provincia di Cuneo, nelle esatte coordinate geografiche di 44.458 di latitudine e 7.093 di longitudine. | -       |
| 1º ottobre 1887     | Alpi Cozie, Valle Varaita, cuneese                       | 3.9 Richter IV-V Mercalli            | L'evento sismico si verificò alle ore 05:05 tra i comuni di Melle e Brossasco, in provincia di Cuneo, alle esatte coordinate geografiche di 44.575 di latitudine e 7.319 di longitudine. La scossa fu piuttosto forte a Dronero e si avvertì anche a Paesana, Sampeyre e Busca. | -       |
| 28 maggio 1891      | Alto Monferrato, alessandrino                            | 4.1 Richter V Mercalli               | L'evento sismico si verificò alle ore 08:15 vicino allo Stabilimento della Saiwa, nel comune di Capriata d'Orba in provincia di Alessandria, alle esatte coordinate geografiche di 44.714 di latitudine e 8.669 di longitudine. Il terremoto fu avvertito piuttosto forte nei comuni di Basaluzzo, Capriata d'Orba, Castelferro, Castelletto d'Orba, Molare e Silvano d'Orba; solo leggermente a Gavi, Novi Ligure e Ovada. | -       |
| 7 giugno 1891       | Piemonte centro-orientale                                | IV-V Mercalli                        | Il sisma si verificò alle ore 03:06:14 con una magnitudo di 5.9 in Veneto nella Valle d'Illasi, alle esatte coordinate geografiche di 45.564 di latitudine e 11.165 di longitudine, ma fu avvertito più o meno in tutto il nord Italia e anche in Piemonte fino a Torino e Moncalieri. Informazioni sul terremoto | -       |
| 20 dicembre 1891    | Tra le Alpi Pennine e Lepontine, Val d'Ossola, verbano   | 4.0 Richter IV-V Mercalli            | Questo terremoto si verificò alle ore 17:36 tra i comuni di Crodo e Varzo, in provincia di Verbania, alle esatte coordinate geografiche di 46.204 di latitudine e 8.297 di longitudine. Il sisma fu piuttosto forte a Varzo e si avvertì anche a Mozzo, Premia, Domodossola, Baceno, Piedimulera, Campello Monti, Santa Maria Maggiore, Monti (Varallo) e a Schieranco. | -       |
| 5 marzo 1892        | Tra le Alpi Graie e Pennine, Canavese, torinese          | 5.0 Richter VI Mercalli              | Questo forte terremoto si verificò in prossimità del comune di Quincinetto, in provincia di Torino, alle esatte coordinate geografiche di 45.569 di latitudine e 7.797 di longitudine. La scossa fu avvertita, anche fortemente, in molti luoghi del Piemonte soprattutto nel torinese ad Andrate, Baio Dora, Fiorano Canavese, Pavone Canavese, Vico Canavese e Vistrorio; nel biellese, nell'astigiano a San Giulio, fino in Val d'Ossola a Domodossola e Baceno e strumentalmente ad Alessandria; fu sentita leggermente a Grachen in Svizzera e a Chiavari in Liguria; strumentalmente anche a Piacenza. I maggiori effetti in termini di danni si ebbero però nella vicinissima Valle d'Aosta soprattutto a Outrefer e Hône. | -       |
| 26-27 novembre 1892 | Alpi Marittime, tra la Valle Vermenagna e Gesso, cuneese | 4.4 Richter V Mercalli               | L'evento sismico si verificò alle ore 01:40 tra i comuni di Robilante e Roccavione, in provincia di Cuneo, alle esatte coordinate geografiche di 44.275 di latitudine e 7.490 di longitudine. Il terremoto fu piuttosto forte a Roaschia, Roccavione, Vernante e Valdieri; fu sentita ad Aisone, Boves, Demonte e Peveragno; solo strumentalmente a Bagni di Vinadio, Cuneo, Pamparato e Sambuco. Dettagli | -       |
| 2 gennaio 1893      | Tra le Alpi Marittime e Cozie, Valle Stura, cuneese      | 4.6 Richter V-VI Mercalli            | L'evento sismico si verificò alle ore 08:55 vicino alle frazioni di Festiona e Baut nel territorio di Demonte, in provincia di Cuneo, alle esatte coordinate geografiche di 44.293 di latitudine e 7.348 di longitudine. Il terremoto fu avvertito fortemente soprattutto ad Aisone e Bagni di Vinadio, ma anche a Valdieri, Roaschia e Caraglio; più moderatamente a Entraque, Vernante, Boves, Cuneo e Peveragno; solo leggermente a Morozzo e in Francia a Tenda, ma anche fino a Grasse fu sentito. | -       |
| 18 marzo 1895       | Tra le Alpi Marittime e Cozie, Valle Stura, cuneese      | 4.0 Richter IV-V Mercalli            | L'evento sismico si verificò in prossimità del comune di Gaiola, in provincia di Cuneo, alle esatte coordinate geografiche di 44.327 di latitudine e 7.415 di longitudine. Il terremoto fu avvertito abbastanza forte a Bagni di Vinadio, Demonte, Valgrana, ma soprattutto a Valdieri; sentita molto bene a Roccavione, Roaschia, Cuneo e Caraglio; solo leggermente a Dronero e Saluzzo; strumentalmente a Peveragno, Morozzo e Centallo; in Francia si è avvertita a Tenda. | -       |
| 16 ottobre 1896     | Regione meridionale                                      | III-IV Mercalli                      | Questo terremoto si verificò nel Mar Ligure con una magnitudo di 4.9, alle esatte coordinate geografiche di 43.770 di latitudine e 8.735 di longitudine, però si avvertì leggermente ma anche moderatamente in diversi luoghi del Basso Piemonte, particolarmente a Bagnasco e Valdieri. Il luogo più lontano dall'epicentro, nella regione piemontese, dove si è sentito il terremoto, è stato Mongreno. | -       |
| 6 luglio 1897       | Appennino ligure                                         | IV-V Mercalli                        | Questo sisma si verificò alle ore 22:44 in Liguria, nella provincia di Genova, alle esatte coordinate geografiche di 44.417 di latitudine e 8.652 di longitudine. In Piemonte il terremoto si avvertì in diversi luoghi della provincia di Alessandria, primo tra tutti a Ovada in maniera piuttosto forte, ma anche a Voltaggio, Mornese, Fraconalto, Ponzone e Merana; in altri comuni tra il leggermente e il moderatamente. | -       |
| 6 aprile 1900       | Alpi Cozie, Valle Grana, cuneese                         | 4.3 Richter V Mercalli               | L'evento sismico si verificò alle ore 00:27:30 tra i comuni di Bernezzo e Caraglio, in provincia di Cuneo, alle esatte coordinate geografiche di 44.391 latitudine e 7.413 di longitudine. La scossa fu avvertita piuttosto forte in diversi comuni del cuneese, ma soprattutto a Bagni di Vinadio; moderatamente a Venasca e Saluzzo; leggermente a Frabosa Soprana, Ceva, Dogliani, Savigliano, Bra e fino a Sommariva del Bosco; solo strumentalmente a Murazzano, La Morra e Argentera. | -       |
| 10 maggio 1900      | Alpi Cozie, Valle Grana, cuneese                         | 4.1 Richter IV-V Mercalli            | L'evento sismico si verificò nell'ora delle 10 presso il comune di Castelmagno, in provincia di Cuneo, nelle esatte coordinate geografiche di 44.413 d latitudine e 7.192 di longitudine. La scossa fu sentita abbastanza forte per di più a Bagni di Vinadio, ma più moderatamente anche a Caraglio, Sambuco, Prazzo Superiore e Busca; avvertita anche a Fossano e Ceva; molto leggermente a Cuneo e Boves; solo strumentalmente a Demonte, Frabosa Soprana, Morozzo, Saluzzo, Dogliani, La Morra e Sommariva del Bosco. | -       |
| 16 agosto 1900      | Alpi Graie, Valle dell'Orco, Canavese, torinese          | 4.2 Richter V-VI Mercalli            | L'evento sismico si verificò nell'ora delle 23 tra i comuni di Ribordone, Locana e Sparone, in provincia di Torino, nelle esatte coordinate geografiche di 45.416 di latitudine e 7.502 di longitudine. Il terremoto fu forte con danni lievi per di più a Locana, ma comunque anche a Sparone dove fu abbastanza forte, mentre a Baldissero Canavese solo leggermente fu sentito. | -       |
| 21 dicembre 1900    | Alto Monferrato, alessandrino                            | 3.9 Me IV Mercalli                   | Il terremoto si verificò alle ore 07:47 (GMT) localizzata nella singola località di Cassine, in provincia di Alessandria, nelle esatte coordinate di 44.751 di latitudine e 8.527 di longitudine. | -       |
| 31 dicembre 1900    | Alto Monferrato, alessandrino                            | 4.3 Richter 4.6 Me V Mercalli        | L'evento sismico si verificò alle ore 00:36:20 tra i comuni di Melazzo, Cavatore e Acqui Terme, in provincia di Alessandria, nelle esatte coordinate geografiche di 44.651 di latitudine e 8.447 di longitudine. In questi tre comuni fu sentita piuttosto forte, ma anche molto bene a Ponzone e Grillano; moderatamente a Cassine, Novi Ligure, Canelli e fino a Fossano nel cuneese; sentita anche a San Damiano d'Asti e Asti; leggermente ad Alessandria e Garbagna; molto leggermente a Bra, Mondovì e Cuneo; solo strumentalmente a Sale, Pontestura, Castelnuovo Don Bosco, Saluzzo e a Poirino. La scossa fu avvertita leggermente anche in alcuni comuni della Liguria centro-occidentale. | -       |

## Terremoti del XX secolo[1]
| Data                             | Area epicentrale                                                    | Magnitudo e Intensità                               | Descrizione e dettagli | Vittime |
| -------------------------------- | ------------------------------------------------------------------- | --------------------------------------------------- | --- | ------- |
| 10 gennaio 1901                  | Alto Monferrato, alessandrino                                       | 3.7 Richter 3.9 Me IV-V Mercalli                    | La scossa si verificò alle ore 08:58 tra i comuni di Melazzo, Cartosio e Cavatore, in provincia di Alessandria, nelle esatte coordinate geografiche di 44.616 di latitudine e 8.442 di longitudine. Il terremoto fu avvertito abbastanza forte a Melazzo, moderatamente a Ponzone e solo leggermente ad Acqui Terme. |         |
| 23 gennaio 1901                  | Regione sud-orientale                                               | IV Mercalli                                         | L'evento sismico si verificò alle ore 01:17:10 nell'Oltrepò Pavese, vicino al confine con il Piemonte, nelle esatte coordinate geografiche di 45.034 di latitudine e 8.998 di longitudine, ma si avvertì moderatamente a Castelnuovo Scrivia, Pontecurone, Tortona e Novi Ligure; tra il leggermente e il moderato in altri comuni, compresa la città di Alessandria, fino a Castiglione e Portacomaro nell'astigiano. Il terremoto si sentì anche nella Liguria centrale. | -       |
| 29 marzo 1901                    | Tra le Alpi Cozie e Graie, tra la Val di Susa e Cenischia, torinese | 4.3 Richter V Mercalli                              | L'evento sismico si verificò vicino alla frazione di 'La Riposa', nel comune di Mompantero in provincia di Torino, nelle esatte coordinate geografiche di 45.178 di latitudine e 7.101 di longitudine. Il terremoto fu forte a Usseglio, ma si sentì abbastanza forte anche a Bussoleno, Susa e a Moncenisio; molto bene a Novalesa, Fenestrelle e Chiomonte, mentre a Pragelato si sentì leggermente. | -       |
| 20 aprile 1901                   | Alpi Marittime, Val Bisalta, cuneese                                | 4.3 Richter V Mercalli                              | L'evento sismico si verificò alle ore 11:35:05 nel territorio di Boves, in provincia di Cuneo, nelle esatte coordinate geografiche di 44.322 di latitudine e 7.516 di longitudine. Il terremoto fu sentito forte con danni lievi per di più a Roccavione, ma comunque anche nel comune di Boves; avvertito moderatamente a Fossano, Monforte d'Alba e Bra; tra il leggero e il moderato a Chiusa di Pesio e Mondovì Breo; leggermente a Cuneo e fino a Costigliole d'Asti; solo strumentalmente a Dronero, Murazzano, Dogliani, Saluzzo e Sommariva del Bosco. In Liguria fu sentito leggermente a Imperia. | -       |
| 25 maggio 1901                   | Pianura torinese                                                    | 4.5 Richter 4.8 Me V-VI Mercalli                    | L'evento sismico si verificò alle ore 05:59:20 nel territorio di None, in provincia di Torino, nelle esatte coordinate geografiche di 44.923 di latitudine e 7.563 di longitudine. La scossa si avvertì piuttosto forte in diversi comuni del torinese e cuneese, soprattutto a Moncalieri e Carmagnola, ma anche persino qualcuno dell'astigiano e alessandrino. Informazioni sul terremoto | -       |
| 25 maggio 1901                   | Monferrato alessandrino                                             | 3.9 Me IV Mercalli                                  | La scossa si verificò alle ore 07:28 (GMT) localizzata nella singola località di Cassine, in provincia di Alessandria, nelle esatte coordinate di 44.751 di latitudine e 8.527 di longitudine. | -       |
| 30 ottobre 1901                  | Regione centro-orientale                                            | IV Mercalli                                         | | -       |
| 7 febbraio 1902                  | Area metropolitana di Torino                                        | 3.5 Me III Mercalli                                 | Ci fu una scossa alle ore 11:30 locali localizzata nella singola località di Moncalieri, in provincia di Torino, nelle esatte coordinate geografiche di 45.001 di latitudine e 7.702 di longitudine. Informazione sul terremoto |         |
| 11 aprile 1902                   | Valle Scrivia, alessandrino                                         | 3.7 Richter 3.9 Me IV Mercalli                      | La scossa di terremoto avvenne alle ore 02:28:44 in prossimità delle frazioni di Corso Genova e Zerbi, nel comune di Carbonara Scrivia in provincia di Alessandria, nelle esatte coordinate geografiche di 44.856 di latitudine e 8.860 di longitudine. Il sisma si avvertì piuttosto forte a Tortona, moderatamente a Villalvernia e solo leggermente a Novi Ligure. | -       |
| 21 novembre 1902                 | Alpi Cozie, Val Chisone, torinese                                   | 4.2 Richter V Mercalli                              | Il terremoto si verificò alle ore 10:10 presso il comune di Fenestrelle, in provincia di Torino, nelle esatte coordinate geografiche di 45.036 di latitudine e 7.073 di longitudine. L'evento si avvertì piuttosto forte nel comune dell'epicentro stesso, a Susa e Perrero; a Crissolo (Villa) nel cuneese fu sentito tra il leggermente e il moderatamente. | -       |
| 21 marzo 1903                    | Alpi Marittime, Valle Stura, cuneese                                | 4.2 Richter V Mercalli                              | Il terremoto si verificò presso la frazione di Bagni di Vinadio, in provincia di Cuneo, nelle esatte coordinate geografiche di 44.289 di latitudine e 7.073 di longitudine; in quel luogo si sentì piuttosto forte. | -       |
| 16 gennaio 1904                  | Appennino ligure                                                    | III-IV Mercalli                                     | | -       |
| 12 luglio 1904                   | Alpi Cozie (Francia)                                                | IV-V Mercalli                                       | | -       |
| 29 aprile 1905                   | Principalmente regione nord-occidentale                             | IV-V Mercalli                                       | Questo terremoto si verificò alle ore 02:46:45 locali di magnitudo di 5.1, tra la Svizzera e la Francia, nelle esatte coordinate geografiche di 46.016 di latitudine e 7.011 di longitudine, ma si avvertì molto bene in tanti comuni del Piemonte. Informazioni sul terremoto | -       |
| 30 maggio 1905                   | Pianura cuneese                                                     | 4.6 Richter V-VI Mercalli                           | L'evento sismico si verificò alle ore 06:55 locali presso il comune di Castelletto Stura, in provincia di Cuneo, nelle esatte coordinate geografiche di 44.435 di latitudine e 7.646 di longitudine. La scossa fu sentita piuttosto forte in diversi comuni del cuneese, ma soprattutto a Fossano, Saluzzo, San Damiano Macra e Savigliano; più moderatamente nel torinese; si sentì fino alle provincie di Asti e Alessandria e nella Liguria centro-occidentale. | -       |
| 14 luglio 1906                   | Valle Scrivia, alessandrino                                         | 4.2 Richter 4.3 Me V Mercalli                       | L'evento sismico si verificò alle ore 20:35 locali presso il comune di Stazzano, in provincia di Alessandria, nelle esatte coordinate geografiche di 44.734 di latitudine e 8.880 di longitudine. La scossa fu piuttosto forte a Serravalle Scrivia e Stazzano, moderatamente a Vargo, mentre in altri comuni solo strumentalmente. | -       |
| 11 agosto 1906                   | Regione meridionale                                                 | IV-V Mercalli                                       | | -       |
| 24 maggio 1908                   | Biellese                                                            | 4.1 Richter IV Mercalli                             | L'evento sismico si verificò alle ore 10:37 locali presso il comune di Cerrione, in provincia di Biella, nelle esatte geografiche di 45.464 di latitudine e 8.074 di longitudine. La scossa fu avvertita in diversi luoghi del Piemonte centro-settentrionale, soprattutto a Biella, Borgo Vercelli, Cuorgnè, Cuggiono, Mongrando (Ceresane) e Vistrorio. | -       |
| 5 ottobre 1909                   | Alpi Cozie, tra la Val Pellice e Chisone, torinese                  | 4.2 Richter V Mercalli                              | L'evento sismico si verificò tra i comuni di Angrogna e Pramollo, in provincia di Torino, nelle esatte coordinate geografiche di 44.881 di latitudine e 7.174 di longitudine. Fu avvertito in diversi comuni per di più del torinese, soprattutto a Torre Pellice e a Pontechianale (Maddalena) nel cuneese. | -       |
| 7 settembre 1910                 | Pianura del cuneese                                                 | 3.5 Me III-IV Mercalli                              | La scossa si verificò alle ore 16:26 locali, localizzata nella singola frazione di Passatore, nel comune di Cuneo, nelle esatte coordinate di 44.433 di latitudine e 7.508 di longitudine. | -       |
| 8 settembre 1910                 | Pianura del cuneese                                                 | 4.1 Me IV-V Mercalli                                | Il terremoto si verificò alle ore 02:34:51 locali in prossimità del comune di Genola, nella provincia di Cuneo, alle esatte coordinate di 44.583 di latitudine e 7.646 di longitudine. | -       |
| 31 maggio 1912                   | Tra le Alpi Graie e Pennine, Canavese, torinese                     | 4.7 Richter V-VI Mercalli                           | L'evento sismico avvenne alle ore 23:40 locali tra i comuni di Quincinetto e Tavagnasco, in provincia di Torino, nelle esatte coordinate geografiche di 45.549 di latitudine e 7.785 di longitudine. La scossa fu avvertita in diversi luoghi, anche della Lombardia, ma soprattutto a Ivrea e Pont Canavese; a Tortona fu sentita moderatamente; nel basso Piemonte solo strumentalmente. | -       |
| 24 luglio 1913                   | Alpi Cozie, Valle Stura di Demonte, cuneese                         | 4.2 Richter V Mercalli                              | L'evento sismico si verificò alle ore 07:15 locali nel territorio di Demonte, in provincia di Cuneo, nelle esatte coordinate geografiche di 44.354 di latitudine e 7.227 di longitudine. La scossa fu sentita abbastanza forte in alcuni comuni vicini all'epicentro: Castelmagno(Campomolino), Sambuco, Valgrana e Vinadio. Più moderatamente a Bagni di Vinadio e Valdieri; leggermente a Dronero e Prazzo, mentre solo strumentalmente a Borgo San Dalmazzo e Argentera. | -       |
| 7 dicembre 1913                  | Valle Scrivia, alessandrino                                         | 4.6 Richter V Mercalli                              | L'evento sismico si verificò alle ore 02:28 locali tra i comuni di Stazzano, Serravalle Scrivia e Cassano Spinola, in provincia di Alessandria, nelle esatte coordinate geografiche di 44.744 di latitudine e 8.862 di longitudine. La scossa fu avvertita in diversi luoghi dell'alessandrino e della Lombardia, ma soprattutto ad Acqui Terme, Novi Ligure, Ovada e Tortona; moderatamente ad Alessandria e Mombaruzzo; sentita persino a Novara, mentre solo strumentalmente in altre zone del Piemonte. | -       |
| 26 ottobre 1914                  | Alpi Cozie, Val Sangone, provincia di Torino                        | 5.2 Richter 5.3 Mw 5.4 Me VII Mercalli              | Questo terremoto molto forte si verificò alle ore 04:43:22 locali nel comune di Giaveno, in provincia di Torino, nelle esatte coordinate geografiche di 45.050 di latitudine e 7.360 di longitudine. La scossa fu risentita in gran parte del Piemonte soprattutto nei luoghi vicini all'epicentro, causando anche diversi danni come caduta di cornicioni e comignoli, ma anche comunque nel resto del Nord-Ovest fu sentita. A Cumiana, quasi tutti gli edifici del capoluogo e frazioni avevano riportato danni ingenti; a Giaveno si dovette anche lamentare una vittima, un ragazzo rimasto sepolto dal crollo del soffitto nella stanza dove dormiva. Dopo la scossa principale, altre di assestamento di cui una di 4.5 alle ore 16:22 e molte persone avevano deciso di passare la notte successiva all'aperto per il continuare delle scosse di cui una di 4.7 all'1:12. | 1       |
| 19 agosto 1916                   | Tra le Alpi Cozie e Marittime, Valle Stura, cuneese                 | 4.5 Richter V Mercalli                              | L'evento sismico si verificò alle ore 07:30 locali nel comune di Vinadio, in provincia di Cuneo, nelle esatte coordinate geografiche di 44.308 di latitudine e 7.173 di longitudine. La scossa fu avvertita abbastanza forte nel luogo dell'epicentro. | -       |
| 7 gennaio 1917                   | Regione sud-occidentale                                             | IV-V Mercalli                                       | | -       |
| 1º gennaio 1918                  | Area metropolitana di Torino                                        | 3.9 Me IV-V Mercalli                                | La scossa si verificò alle ore 00:05 locali, localizzata nella singola località di Moncalieri, in provincia di Torino, nelle esatte coordinate geografiche di 45.001 di latitudine e 7.702 di longitudine. | -       |
| 13 gennaio 1918                  | Regione nord-orientale                                              | IV Mercalli                                         | | -       |
| 5 marzo 1918                     | Tra le Alpi Cozie e Graie, Val di Susa, torinese                    | 3.7 Richter IV Mercalli                             | La scossa avvenne alle ore 01:55 locali presso il comune di San Didero, in provincia di Torino, nelle esatte coordinate geografiche di 45.136 di latitudine e 7.215 di longitudine. Il terremoto fu sentito piuttosto forte a Viù e moderatamente a Fenestrelle. | -       |
| 28 settembre 1918                | Tra le Alpi Cozie e Graie, Val di Susa, torinese                    | 3.9 Richter IV-V Mercalli                           | La scossa avvenne alle ore 19:34 locali tra i comuni di Susa e Bussoleno, in provincia di Torino, ma più precisamente vicino alla borgata Crotte nelle esatte coordinate geografiche di 45.138 di latitudine e 7.100 di longitudine dove fu sentita abbastanza forte. A Torino fu avvertita solo molto leggermente. | -       |
| 28 novembre 1919                 | Alpi Marittime, cuneese                                             | 4.9 Richter V-VI Mercalli                           | L'evento sismico si verificò alle ore 22:38 vicino al confine con la Liguria, tra i comuni di Roccaforte Mondovì, Briga Alta e Ormea in provincia di Cuneo, nelle esatte coordinate geografiche di 44.173 di latitudine e 7.760 di longitudine. La scossa fu avvertita in alcuni comuni del cuneese, tra cui soprattutto Limone Piemonte in maniera abbastanza forte, ma più moderatamente anche a Mondovì (Breo), Garessio, Fossano e fino a Bra; solo leggermente a Montezemolo (Tetti) e Monesiglio. | -       |
| 7 settembre 1920                 | Regione centro-meridionale                                          | IV-V Mercalli                                       | | -       |
| 4 gennaio 1921                   | Alto Monferrato, alessandrino                                       | 3.9 Me IV Mercalli                                  | La scossa si verificò alle ore 10:20 locali, con epicentro nella singola località di Acqui Terme, in provincia di Alessandria, nelle esatte coordinate geografiche di 44.677 di latitudine e 8.465 di longitudine. | -       |
| 11 settembre 1923                | Alpi Cozie (Francia)                                                | n.d.                                                | | -       |
| 15 aprile 1924                   | Alpi Pennine (Svizzera)                                             | n.d.                                                | | -       |
| 21 giugno 1927                   | Tra le Alpi Graie e Cozie, Val di Susa, torinese                    | 4.1 Richter 4.4 Me IV Mercalli                      | L'evento sismico si verificò alle ore 17:13:30 locali presso il comune di San Didero, in provincia di Torino, nelle esatte coordinate geografiche di 45.137 di latitudine e 7.215 di longitudine. La scossa si avvertì in modo moderato a Fenestrelle e Viù; solo leggermente fino a Oropa (Santuario) nel biellese e anche ad Aosta. Informazioni sul terremoto | -       |
| 28 giugno 1927                   | Alpi Cozie, Val Sangone, torinese                                   | 3.9 Me IV-V Mercalli                                | La scossa si verificò alle ore 04:11 (GMT) in prossimità del comune di Valgioie, nella provincia di Torino, alle esatte coordinate geografiche di 45.078 di latitudine e 7.324 di longitudine. | -       |
| 26 luglio 1927                   | Alpi Graie, Valle di Viù, torinese                                  | 3.9 Me IV Mercalli                                  | La scossa si verificò alle ore 16:00 (GMT) con l'epicentro localizzato nella singola località di Viù, in provincia di Torino, alle esatte coordinate geografiche di 45.239 di latitudine e 7.376 di longitudine. | -       |
| 8 settembre 1927                 | Alpi Cozie, Val di Susa, torinese                                   | 3.5 Me III-IV Mercalli                              | La scossa si verificò alle ore 15:35 (GMT) nel territorio comunale di Meano di Susa, in provincia di Torino, alle esatte coordinate geografiche di 45.086 di latitudine e 7.052 di longitudine. | -       |
| 13 settembre 1927                | Alpi Graie, Valle di Viù, torinese                                  | 3.9 Me IV Mercalli                                  | La scossa si verificò alle ore 12:00 (GMT) con l'epicentro localizzato nella singola località di Viù, in provincia di Torino, alle esatte coordinate geografiche di 45.239 di latitudine e 7.376 di longitudine. | -       |
| 19 novembre 1927                 | Canavese, torinese                                                  | 3.5 Me III-IV Mercalli                              | La scossa si verificò alle ore 03:06 (GMT) in prossimità del comune di Borgofranco d'Ivrea, nella provincia di Torino, alle esatte coordinate geografiche di 45.505 di latitudine e 7.847 di longitudine. | -       |
| 8 dicembre 1927                  | Alpi Graie, Valle di Viù, torinese                                  | 3.9 Me IV Mercalli                                  | Ci furono due scosse, la prima si verificò alle ore 15:00 (GMT) e la seconda alle ore 17:00 (GMT), tutte e due con l'epicentro localizzato nella singola località di Viù, in provincia di Torino, alle esatte coordinate geografiche di 45.239 di latitudine e 7.376 di longitudine. | -       |
| 10 e 11 dicembre 1927            | Alpi Graie, Valle di Viù e Val di Susa, torinese                    | 4.2 e 4.4 Richter 4.3 Me V e V-VI Mercalli          | Il primo terremoto avvenne nell'ora delle 3 di notte locali a Viù, in provincia di Torino, nelle esatte coordinate geografiche di 45.239 di latitudine e 7.376 di longitudine dove si avvertì piuttosto forte. Il secondo terremoto invece si verificò il giorno dopo alle ore 16:49 locali vicino alle frazioni di Prato del Rio, Campo dell'Alpe, Rocca e Dravugna, nel comune di Condove in provincia di Torino, nelle esatte coordinate geografiche di 45.151 di latitudine e 7.275 di longitudine. La scossa si avvertì distintamente in diversi comuni del torinese, ma soprattutto a Susa, Avigliana e Viù; si sentì anche a Fossano e Oropa (Santuario). | -       |
| 12 dicembre 1927                 | Alpi Cozie, Val Chisone, torinese                                   | 3.9 Me IV Mercalli                                  | La scossa si verificò alle ore 18:25 GMT nel territorio comunale di Roure, in provincia di Torino, alle esatte coordinate geografiche di 44.998 di latitudine e 7.108 di longitudine. | -       |
| 1º gennaio 1928                  | Alpi Graie, Val di Susa, torinese                                   | 3.5 Me III-IV Mercalli                              | La scossa si verificò alle ore 13:25 (GMT) con l'epicentro a San Didero, in provincia di Torino, alle esatte coordinate geografiche di 45.137 di latitudine e 7.214 di longitudine. | -       |
| 3 maggio 1929                    | Alpi Graie, Valle di Viù e Val di Susa, torinese                    | 3.9 Me IV Mercalli                                  | Ci furono quattro scosse, di cui la prima (ore 02:00 GMT) e le ultime due (ore 15:30 - 11:40 GMT) localizzate nella singola località di Viù, in provincia di Torino, alle esatte coordinate geografiche di 45.239 di latitudine e 7.376 di longitudine. La seconda scossa si verificò, invece, alle ore 19:25 (GMT) in prossimità del comune di Rubiana, nelle esatte coordinate geografiche di 45.142 di latitudine e 7.364 di longitudine. | -       |
| 17 settembre 1929                | Alpi Graie, Valle di Viù e Val di Susa, torinese                    | 3.9 Me IV Mercalli                                  | Ci furono quattro scosse, di cui la prima (ore 02:00 GMT) e le ultime due (ore 15:30 - 11:40 GMT) localizzate nella singola località di Viù, in provincia di Torino, alle esatte coordinate geografiche di 45.239 di latitudine e 7.376 di longitudine. La seconda scossa si verificò, invece, alle ore 19:25 (GMT) in prossimità del comune di Rubiana, nelle esatte coordinate geografiche di 45.142 di latitudine e 7.364 di longitudine. | -       |
| 9 dicembre 1929                  | Alpi Graie, Valle di Viù e Val di Susa, torinese                    | 3.5 Me III-IV Mercalli                              | Ci furono quattro scosse, di cui la prima (ore 02:00 GMT) e le ultime due (ore 15:30 - 11:40 GMT) localizzate nella singola località di Viù, in provincia di Torino, alle esatte coordinate geografiche di 45.239 di latitudine e 7.376 di longitudine. La seconda scossa si verificò, invece, alle ore 19:25 (GMT) in prossimità del comune di Rubiana, nelle esatte coordinate geografiche di 45.142 di latitudine e 7.364 di longitudine. | -       |
| 5 febbraio 1930                  | Alpi Graie, Valle di Viù e Val di Susa, torinese                    | 3.5 Me III-IV Mercalli                              | Ci furono quattro scosse, di cui la prima (ore 02:00 GMT) e le ultime due (ore 15:30 - 11:40 GMT) localizzate nella singola località di Viù, in provincia di Torino, alle esatte coordinate geografiche di 45.239 di latitudine e 7.376 di longitudine. La seconda scossa si verificò, invece, alle ore 19:25 (GMT) in prossimità del comune di Rubiana, nelle esatte coordinate geografiche di 45.142 di latitudine e 7.364 di longitudine. | -       |
| 30 agosto 1930                   | Tra le Alpi Cozie e Graie, Val di Susa, torinese                    | 3.9 Richter 4.1 Me IV-V Mercalli                    | La scossa si verificò alle ore 21:35 locali a Sant'Ambrogio di Torino, in provincia di Torino, alle esatte coordinate geografiche di 45.098 di latitudine e 7.357 di longitudine. Si sentì abbastanza forte a Condove; più moderatamente ad Avigliana e Sant'Ambrogio di Torino, mentre solo leggermente a Rubiana. | -       |
| 9 febbraio 1931                  | Alpi Graie, Valle di Viù, torinese                                  | 3.2 Me                                              | La scossa si verificò alle ore 02:15 (GMT) con l'epicentro localizzato nella singola località di Viù, in provincia di Torino, alle esatte coordinate geografiche di 45.239 di latitudine e 7.376 di longitudine. | -       |
| 19 gennaio 1932                  | Alpi Cozie (Francia)                                                | n.d.                                                | | -       |
| 20 gennaio 1932                  | Tortonese, provincia di Alessandria                                 | 3.5 Me III-IV Mercalli                              | Ci furono due scosse, la prima alle ore 05:50 (GMT) a Tortona, nelle esatte coordinate geografiche di 44.898 di latitudine e 8.864 di longitudine; la seconda nella pianura alessandrina, nel territorio comunale di Casalnoceto, alle esatte coordinate geografiche di 44.933 di latitudine e 8.966 di longitudine. | -       |
| 20 gennaio 1932                  | Tortonese, provincia di Alessandria                                 | 4.0 Me IV Mercalli                                  | Ci furono due scosse, la prima alle ore 05:50 (GMT) a Tortona, nelle esatte coordinate geografiche di 44.898 di latitudine e 8.864 di longitudine; la seconda nella pianura alessandrina, nel territorio comunale di Casalnoceto, alle esatte coordinate geografiche di 44.933 di latitudine e 8.966 di longitudine. | -       |
| 9 aprile 1932                    | Alpi Graie, Valle di Viù, torinese                                  | 3.9 Me IV Mercalli                                  | Ci furono tre scosse, la prima si verificò alle ore 10:00 (GMT), la seconda alle ore 05:00 (GMT) e la terza alle ore 03:30 (GMT), tutte localizzate nella singola località di Viù, in provincia di Torino, alle esatte coordinate geografiche di 45.239 di latitudine e 7.376 di longitudine | -       |
| 6 maggio 1932                    | Alpi Graie, Valle di Viù, torinese                                  | 3.9 Me IV Mercalli                                  | Ci furono tre scosse, la prima si verificò alle ore 10:00 (GMT), la seconda alle ore 05:00 (GMT) e la terza alle ore 03:30 (GMT), tutte localizzate nella singola località di Viù, in provincia di Torino, alle esatte coordinate geografiche di 45.239 di latitudine e 7.376 di longitudine | -       |
| 5 febbraio 1933                  | Alpi Graie, Valle di Viù, torinese                                  | 3.9 Me IV Mercalli                                  | Ci furono tre scosse, la prima si verificò alle ore 10:00 (GMT), la seconda alle ore 05:00 (GMT) e la terza alle ore 03:30 (GMT), tutte localizzate nella singola località di Viù, in provincia di Torino, alle esatte coordinate geografiche di 45.239 di latitudine e 7.376 di longitudine | -       |
| 24 gennaio e 24 settembre 1933   | Alpi Pennine (Svizzera)                                             | n.d.                                                | | -       |
| 19 febbraio 1935                 | Alpi Marittime, Valle Gesso, cuneese                                | 4.3 Richter V Mercalli                              | L'evento sismico si verificò alle ore 01:01:06 locali vicino alla località di Andonno, nel comune di Valdieri in provincia di Cuneo, alle esatte coordinate geografiche di 44.298 di latitudine e 7.414 di longitudine. La scossa si avvertì piuttosto forte a Demonte, Boves e Venasca; moderatamente a Limone Piemonte, Dronero e Centallo, mentre solo leggermente a Garessio, Mondovì (Breo), Fossano e Savigliano. Si sentì distintamente anche nella vicina Francia. | -       |
| 19 marzo 1935                    | Alpi Cozie (Francia)                                                | IV Mercalli                                         | Informazioni sul terremoto | -       |
| 5 aprile 1935                    | Alpi Pennine                                                        | IV Mercalli                                         | | -       |
| 9 luglio 1936                    | Alpi Cozie, Valle Maira, cuneese                                    | 4.3 Richter V Mercalli                              | L'evento sismico si verificò alle ore 03:10 locali con l'epicentro vicino al Colle San Giovanni, nel comune di Canosio in provincia di Cuneo, alle esatte coordinate geografiche di 44.466 di latitudine e 7.085 di longitudine. La scossa si avvertì abbastanza forte a Prazzo, Stroppo (Paschero), Bellino (Pleyne), Castelmagno (Campomolino) e Sambuco; più moderatamente a Vinadio, Oncino, Busca e Sampeyre, mentre solo leggermente a Pontechianale (Maddalena), Entracque, Crissolo (Villa), Sanfront, Centallo, Saluzzo, Barge, Luserna San Giovanni, Triora e Tenda; molto leggermente a Imperia. | -       |
| 11 agosto 1936                   | Prealpi biellesi                                                    | 3.9 Me IV Mercalli                                  | La scossa si verificò alle ore 11:36 (GMT) con l'epicentro localizzato nella singola località di Oropa, in provincia di Biella, alle esatta coordinate geografiche di 45.627 di latitudine e 7.981 di longitudine. | -       |
| 17 ottobre 1936                  | Biellese                                                            | 4.5 Richter 4.7 Me VI Mercalli                      | L'evento sismico avvenne alle ore 02:42 (GMT) a Rione San Biagio, presso il comune di Biella, nelle esatte coordinate geografiche di 45.554 di latitudine e 8.044 di longitudine. Il terremoto fu forte nei comuni vicini all'epicentro, particolarmente a Pollone, ma anche a Gaglianico, Graglia, Sandigliano, Biella e Oropa (Santuario); più moderatamente nel torinese a Settimo Vittone, Ivrea, Locana, Strambino e Romano Canavese; fu sentita molto bene anche a Donnas, Verrès ed Aosta. Alle 05:28 ci fu una replica di 3.9 Me ma nel territorio comunale di Carema, in provincia di Torino, al confine con la Valle d'Aosta. | -       |
| 17 dicembre 1937                 | Alpi Cozie, bassa Val Chisone, torinese                             | 4.0 Me IV Mercalli                                  | La scossa si verificò alle ore 04:15 locali tra i territori comunali di Prarostino, San Secondo di Pinerolo, Porte e San Germano Chisone, in provincia di Torino, nelle esatte coordinate geografiche di 44.884 di latitudine e 7.273 di longitudine. | -       |
| 18 luglio 1938                   | Alpi Cozie (Francia)                                                | IV-V Mercalli                                       | Informazioni sul terremoto | -       |
| 23 settembre 1938                | Alpi Pennine (Svizzera)                                             | IV-V Mercalli                                       | | -       |
| 23 dicembre 1938                 | Alpi Graie, Val Grande di Lanzo, Canavese, torinese                 | 4.2 Richter V Mercalli                              | L'evento sismico si verificò alle ore 18:37:47 locali nel territorio del comune di Chialamberto, in provincia di Torino, alle esatte coordinate geografiche di 45.349 di latitudine e 7.326 di longitudine. Il terremoto fu avvertito forte per lo più a Locana, ma comunque anche Ceres, Ceresole Reale e Usseglio; più moderatamente ad Almese, Bussoleno, Condove, Valprato Soana, Viù, Ciriè, Pont Canavese e Chialamberto; leggermente a Oropa (Santuario), Corio, Cuorgnè, Fiano, Susa, Valchiusella, Vistrorio e Torino; solo strumentalmente ad Agliè, Bardonecchia, Chivasso, Fenestrelle, Oulx e San Benigno Canavese. | -       |
| 20 marzo 1939                    | Alpi Cozie (Francia)                                                | IV Mercalli                                         | | -       |
| 23 febbraio 1941                 | Alpi Marittime (Francia)                                            | III-IV Mercalli                                     | | -       |
| 30 gennaio 1943                  | Alpi Cozie (Francia)                                                | n.d.                                                | | -       |
| 22 maggio 1943                   | Tra le Alpi Cozie e Graie, Val di Susa, torinese                    | 3.7 Richter V Mercalli                              | La scossa si verificò alle ore 21:03 locali con l'epicentro a Bussoleno, in provincia di Torino, alle esatte coordinate geografiche di 45.139 di latitudine e 7.148 di longitudine dove si avvertì piuttosto forte; sentito leggermente anche a Barge e Torino. | -       |
| 16 ottobre 1943                  | Pianura cuneese e Langhe                                            | 3.2 e 3.9 Richter III e IV-V Mercalli               | Il primo terremoto si verificò alle ore 14:10 locali con epicentro nel territorio del comune di Margarita, in provincia di Cuneo, alle esatte coordinate geografiche di 44.390 di latitudine e 7.684 di longitudine. La scossa fu sentita a Cuneo e Mondovì (Breo). Il secondo terremoto avvenne nella sera alle ore 21:18 locali con epicentro nel territorio del comune di Cravanzana, sempre in provincia di Cuneo, nelle esatte coordinate geografiche di 44.560 di latitudine e 8.099 di longitudine. Gli altri comuni più vicini sono stati: Cerreto Langhe, Feisoglio e Serravalle Langhe. La scossa fu abbastanza forte a Vicoforte, ma più o meno anche a Mondovì (Breo) e fino ad Alessandria; l'evento fu sentito anche a Cuneo. | -       |
| 14, 29 giugno e 15 dicembre 1945 | Alessandrino                                                        | VI-VII Mercalli                                     | Diversi danni ma non gravi. Informazioni sui terremoti | -       |
| 17 febbraio 1947                 | Alpi Cozie (Francia)                                                | IV-V Mercalli                                       | | -       |
| 11 giugno 1947                   | Alto Monferrato, alessandrino                                       | 3.5 Me III-IV Mercalli                              | La scossa si verificò alle ore 23:44 locali a Novi Ligure, in provincia di Alessandria, nelle esatte coordinate geografiche di 44.765 di latitudine e 8.788 di longitudine. | -       |
| 17 febbraio 1949                 | Alpi Cozie (Francia)                                                | n.d.                                                | | -       |
| 22 luglio 1949                   | Alpi Pennine (Svizzera)                                             | n.d.                                                | | -       |
| 15 maggio 1951                   | Regione orientale                                                   | V Mercalli                                          | | -       |
| 16 maggio 1951                   | Alpi Lepontine (Svizzera)                                           | n.d.                                                | | -       |
| 22 agosto 1952                   | Piemonte orientale                                                  | IV Mercalli                                         | Informazioni sul terremoto | -       |
| 7 maggio 1955                    | Tra le Alpi Cozie e Graie, Val di Susa, torinese                    | 4.2 Richter 4.3 Me V Mercalli                       | L'evento sismico si verificò alle ore 04:29:46 locali in prossimità della località di Ponte Rosso, nel comune di Chiusa di San Michele, nella provincia di Torino, alle esatte coordinate geografiche di 45.106 di latitudine e 7.315 di longitudine. Il terremoto fu avvertito piuttosto forte a Condove, Borgone Susa e Avigliana; leggermente a Pinerolo, mentre in diversi comuni della Lombardia solo strumentalmente. | -       |
| 12 maggio 1955                   | Alpi Cozie, Valle Maira, provincia di Cuneo                         | 4.7 Richter VI-VII Mercalli                         | I due terremoti si verificarono in prossimità del comune di Stroppo, nel cuneese. La prima scossa si verificò alle ore 15:15:59 locali con l'epicentro alle esatte coordinate di 44.530 (lat) e 7.154 (lon), fu avvertita da tutti con grande spavento e fuga all'aperto e valutata di grado VII nel medesimo comune e causò crolli di fumaioli, caduta di ardesie dai tetti e lesioni leggere, ma numerose, in diversi edifici anche di buona costruzione; di VI-VII grado risultò a Macra, e a Brossasco in Val Varaita; di VI, nei comuni di Pontechianale, Casteldelfino, Prazzo e Roccabruna, della provincia di Cuneo. In tutti i comuni predetti la scossa fu ondulatoria ed ebbe una durata di circa 4 secondi. Con intensità ove forte ove mediocre, il movimento teIlurico fu sentito in molti comuni delle province di Cuneo e di Torino situati nella varie valli che solcano l'arco delle Alpi piemontesi. La propagazione fu alquanto estesa ed irregolare. Pochi giorni prima di questo terremoto, e precisamente intorno alle 09:30 del 9 maggio, erano state avvertite nel Pinerolese tre leggere scosse di carattere ondulatorio e della durata di pochi secondi. Non si ebbe notizia di alcuna replica durante il mese di maggio. La seconda scossa, con l'epicentro alle esatte coordinate di 44.525 (lat) e 7.144 (lon), si verificò il mese successivo alle ore 5:47:30 locali. Il movimento tellurico, questa volta, raggiunse però la sua maggiore intensità, valutata di VII grado, nel comune di Prazzo (CN), mentre a Stroppo fu solo di V-VI grado. Molto forte (VI grado) riuscì nei comuni di Marmora, Casteldelfino e Brossasco. A Prazzo la scossa ebbe carattere sussultorio e fu accompagnata da un forte boato; pure come sussultoria fu avvertita a Marmora e a Brossasco; a Casteldelfìno fu invece prevalentemente ondulatoria. Nell'area isosismica, forte risultano compresi i comuni di Pontechianale, Busca (CN) e numerosi comuni della provincia di Torino, fra i quali Cavour, Pinerolo, Piscina, San Germano Chisone, Torre Pellice e Villafranca Piemonte. Il moto sismico fu avvertito sensibilmente in molti altri comuni del torinese e cuneese. Nelle città di Torino e di Cuneo la scossa fu solo leggermente avvertita. Anche in questo terremoto, come in quello del 12 maggio, la propagazione macrosismica risultò assai estesa ed irregolare. Non si ebbero repliche per tutto il mese di luglio. Il 1º agosto, alle 9:49 circa, una nuova scossa, di mediocre intensità, fu avvertita nel comune di Stroppo. Infine il 9 ottobre, una scossa ondulatoria E, di intensità abbastanza forte (V grado) ma di brevissima durata (2 sec.), fu sentita nel comune di Stroppo alle 9:10 locali. La propagazione macrosismica dovette essere assai limitata, poiché nessuno dei comuni vicini segnalò di aver avvertito la scossa. Una replica di III grado si ebbe nel mese successivo, alle 15 circa del giorno 3. | -       |
| 20 giugno 1955                   | Alpi Cozie, Valle Maira, provincia di Cuneo                         | 4.8 Richter VI Mercalli                             | I due terremoti si verificarono in prossimità del comune di Stroppo, nel cuneese. La prima scossa si verificò alle ore 15:15:59 locali con l'epicentro alle esatte coordinate di 44.530 (lat) e 7.154 (lon), fu avvertita da tutti con grande spavento e fuga all'aperto e valutata di grado VII nel medesimo comune e causò crolli di fumaioli, caduta di ardesie dai tetti e lesioni leggere, ma numerose, in diversi edifici anche di buona costruzione; di VI-VII grado risultò a Macra, e a Brossasco in Val Varaita; di VI, nei comuni di Pontechianale, Casteldelfino, Prazzo e Roccabruna, della provincia di Cuneo. In tutti i comuni predetti la scossa fu ondulatoria ed ebbe una durata di circa 4 secondi. Con intensità ove forte ove mediocre, il movimento teIlurico fu sentito in molti comuni delle province di Cuneo e di Torino situati nella varie valli che solcano l'arco delle Alpi piemontesi. La propagazione fu alquanto estesa ed irregolare. Pochi giorni prima di questo terremoto, e precisamente intorno alle 09:30 del 9 maggio, erano state avvertite nel Pinerolese tre leggere scosse di carattere ondulatorio e della durata di pochi secondi. Non si ebbe notizia di alcuna replica durante il mese di maggio. La seconda scossa, con l'epicentro alle esatte coordinate di 44.525 (lat) e 7.144 (lon), si verificò il mese successivo alle ore 5:47:30 locali. Il movimento tellurico, questa volta, raggiunse però la sua maggiore intensità, valutata di VII grado, nel comune di Prazzo (CN), mentre a Stroppo fu solo di V-VI grado. Molto forte (VI grado) riuscì nei comuni di Marmora, Casteldelfino e Brossasco. A Prazzo la scossa ebbe carattere sussultorio e fu accompagnata da un forte boato; pure come sussultoria fu avvertita a Marmora e a Brossasco; a Casteldelfìno fu invece prevalentemente ondulatoria. Nell'area isosismica, forte risultano compresi i comuni di Pontechianale, Busca (CN) e numerosi comuni della provincia di Torino, fra i quali Cavour, Pinerolo, Piscina, San Germano Chisone, Torre Pellice e Villafranca Piemonte. Il moto sismico fu avvertito sensibilmente in molti altri comuni del torinese e cuneese. Nelle città di Torino e di Cuneo la scossa fu solo leggermente avvertita. Anche in questo terremoto, come in quello del 12 maggio, la propagazione macrosismica risultò assai estesa ed irregolare. Non si ebbero repliche per tutto il mese di luglio. Il 1º agosto, alle 9:49 circa, una nuova scossa, di mediocre intensità, fu avvertita nel comune di Stroppo. Infine il 9 ottobre, una scossa ondulatoria E, di intensità abbastanza forte (V grado) ma di brevissima durata (2 sec.), fu sentita nel comune di Stroppo alle 9:10 locali. La propagazione macrosismica dovette essere assai limitata, poiché nessuno dei comuni vicini segnalò di aver avvertito la scossa. Una replica di III grado si ebbe nel mese successivo, alle 15 circa del giorno 3. | -       |
| 1º giugno 1956                   | Alpi Cozie, Valle Infernotto, provincia di Cuneo                    | 4.3 Richter V-VI Mercalli                           | Alle ore 03:30 e alle 09:32:45 locali rispettivamente, ebbero luogo nelle Alpi piemontesi due scosse di terremoto. La prima fu avvertita con mediocre intensità nel comune di Oncino (CN) e di Torino, tra le quali Envie, Ostana, Castelmagno, Pinerolo, San Secondo di Pinerolo e Torre Pellice. La seconda, molto forte, con l'epicentro in prossimità del comune di Barge, nelle esatte coordinate di 44.720 (lat) e 7.291 (lon), esplicò la sua maggiore intensità (V-VI grado) nei territori comunali di Envie e di Oncino nell'alta Valle del Po. In tali località la scossa, preceduta da rombo ed avvertita da tutti, provocò caduta di calcinacci e leggere lesioni in alcuni edifici. Questo movimento tellurico, che interessò una larga parte delle province di Cuneo e Torino, fu caratterizzato da notevoli anomalie nella distribuzione delle intensità. Così, ad esempio, fra Envie ed Oncino, cioè fra le due località ove la scossa raggiunse il V-VI grado, vi fu una zona ove l'intensità risultò alquanto minore; come se due centri distinti di scuotimento fossero entrati in azione nello stesso tempo o quasi. Vi furono paesi, come Crissolo e Barge, distanti pochi chilometri dai centri più colpiti, ove la scosse venne giudicata leggera, mentre in altri molto più distanti, come Cavour, in provincia di Torino, la scossa venne valutata di forte intensità. Altra singolarità presentò la zona di San Pietro Val Lemina (TO) ove il fenomeno sismico fu giudicato di V grado mentre in tutti paesi circostanti risultò di IV ed anche di III grado. Ed ancora: verso sud il movimento si propago sensibilmente fino a Prazzo e Castelmagno (CN), ma fra questi paesi e quelli di Oncino ed Envie ne troviamo altri, per esempio Frassino, ove la scossa passò quasi inosservata. Alle ore 11:15 locali dello stesso giorno fu avvertita a Saluzzo una scossa di carattere sussultorio, valutata di IV-V grado Mercalli. Dovette trattarsi però di un fenomeno locale, poiché non risulta che la scossa sia stata avvertita nei paesi vicini. | -       |
| 4 maggio 1958                    | Tra le Alpi Marittime e Cozie, Valle Stura, cuneese                 | 4.6 Richter VI Mercalli                             | L'evento sismico avvenne alle ore 12:52:45 locali con epicentro nel territorio del comune di Borgo San Dalmazzo, in provincia di Cuneo, alle esatte coordinate geografiche di 44.322 di latitudine e 7.428 di longitudine. Gli altri comuni più vicini confinanti sono stati: Roccasparvera, Gaiola e Moiola. La scossa fu avvertita in maniera forte in diversi luoghi del cuneese per di più nei comuni più vicini all'epicentro, ma comunque fu sentita in tutta la provincia. | -       |
| 7 marzo 1959                     | Pianura vercellese                                                  | 3.5 Me III Mercalli                                 | La scossa si verificò alle ore 14:00 locali con l'epicentro nella singola località di Prarolo, in provincia di Vercelli, alle esatte coordinate geografiche di 45.282 di latitudine e 8.476 di longitudine. | -       |
| 5 aprile 1959                    | Alpi Cozie (Francia)                                                | VI Mercalli                                         | Informazioni sul terremoto | -       |
| 17 luglio 1959                   | Alpi Cozie (Francia)                                                | n.d.                                                | | -       |
| 4 novembre 1959                  | Alpi Cozie, Valle Maira, cuneese                                    | 4.3 Richter V Mercalli                              | L'evento sismico si verificò alle ore 06:03:25 locali presso la frazione di Chiaudieres, nel comune di Cartignano in provincia di Cuneo, alle esatte coordinate geografiche di 44.483 di latitudine e 7.276 di longitudine. La scossa fu avvertita abbastanza forte a Roccabruna (Tettorosso) e Dronero; moderatamente a Stroppo (Paschero), Busca e Isola; leggermente a Vinadio, Valdieri e Boves; molto leggermente a Entraque, mentre solo strumentalmente a Saint-Etienne-De-Tinee e Saint-Sauveur-Sur-Tinee. | -       |
| 28 gennaio 1960                  | Alpi Cozie (Francia)                                                | n.d.                                                | | -       |
| 23 marzo 1960                    | Alpi Pennine (Svizzera)                                             | V Mercalli                                          | Informazioni sul terremoto | -       |
| 19 luglio 1963                   | Regione centro-meridionale                                          | IV-V Mercalli                                       | Informazioni sul terremoto | -       |
| 7 aprile 1966                    | Alpi Marittime, Valle Gesso, cuneese                                | 4.5 Richter VI Mercalli                             | L'evento sismico avvenne alle 21:38:59 locali con l'epicentro presso il comune di Entracque, in provincia di Cuneo, nelle esatte coordinate geografiche di 44.243 di latitudine e 7.408 di longitudine, dove fu proprio forte. La scossa comunque fu sentita abbastanza forte anche in diversi altri comuni vicini all'epicentro; avvertita molto leggermente fino alle province di Torino e Asti, nonché nella vicina Francia e nella Liguria occidentale. | -       |
| 18 aprile 1968                   | Alpi Marittime                                                      | IV-V Mercalli                                       | | -       |
| 18 giugno 1968                   | Alpi Pennine                                                        | IV-V Mercalli                                       | | -       |
| 9 ottobre 1969                   | Tra le Alpi Cozie e Graie, Val di Susa, torinese                    | 4.2 Richter V Mercalli                              | L'evento sismico si verificò alle ore 05:31:36 locali con epicentro in prossimità delle frazioni di Bertassi e La Verdina, nel comune di Sant'Ambrogio di Torino (TO), alle esatte coordinate geografiche di 45.089 di latitudine e 7.381 di longitudine. L'altro comune più vicino confinante è stato Avigliana, dove fu avvertito piuttosto forte, come molti altri. L'ipocentro, invece, è stato a 33 chilometri di profondità. La scossa fu sentita anche a Novara e Aosta. | -       |
| 31 dicembre 1970                 | Regione meridionale                                                 | IV-V Mercalli                                       | | -       |
| 1º febbraio 1971                 | Pianura cuneese                                                     | 4.4 Richter V Mercalli                              | L'evento sismico si verificò alle ore 13:26:55 locali con l'epicentro vicino alla frazione di Pellegrino, tra i comuni di Caraglio e Bernezzo (CN), nelle esatte coordinate geografiche di 44.403 di latitudine e 7.456 di longitudine. L'ipocentro, invece, è stato a 10.7 chilometri di profondità. Il terremoto fu avvertito bene o male in diversi comuni del cuneese, ma soprattutto a Valdieri e Entracque; sentito leggermente anche a Canelli (AT). | -       |
| 15 luglio 1971                   | -                                                                   | IV-V Mercalli                                       | | -       |
| 19 gennaio 1972                  | Alpi Marittime                                                      | IV-V Mercalli                                       | | -       |
| 25 ottobre 1972                  | Regione centro-orientale                                            | III-IV Mercalli                                     | | -       |
| 9 febbraio 1979                  | Regione centro-settentrionale                                       | III-IV Mercalli                                     | | -       |
| 5 gennaio 1980                   | Alpi Cozie, Val Sangone, torinese                                   | 4.8 Richter 5.0 Mw VI-VII Mercalli                  | Questo forte terremoto si verificò alle ore 15:32:26 locali a una profondità ipocentrale di 10.6 chilometri, mentre l'epicentro è stato nella borgata Provonda, nel comune di Giaveno (TO), alle esatte coordinate geografiche di 45.013 di latitudine e 7.319 di longitudine. Il sisma è durato per oltre un minuto e mezzo, seguito per altri 4 minuti da altre piccole scosse di riflessione. Un tempo lunghissimo in cui i torinesi si sono immediatamente riversati di massa in strada. Danni a numerosi edifici con crolli e profonde lesioni alle pareti. Tre persone colte da malori collaterali sono state ricoverate negli ospedali. Nella notte c'erano già stati segni premonitori con scosse di lieve intensità. Il forte terremoto è stato avvertito in tutto il Piemonte, in Liguria e ai confini della Lombardia. Le tubature, le linee elettriche e quelle del telefono, principale preoccupazione dei tecnici e dei vigili del fuoco, non hanno subito particolari danneggiamenti, mentre i palazzi maggiormente lesionati sono stati nella zona di via Po, corso Palermo e piazza della Repubblica. Il danno peggiore, senza conseguenze, è stato il crollo del campanile della Chiesa, creando danni anche al convento della Visitazione di Maria Vergine di strada del Castello di Mirafiori 44 e risalente agli inizi del diciassettesimo secolo. | -       |
| 23 dicembre 1980                 | Alessandrino                                                        | III-IV Mercalli                                     | |         |
| 6 agosto 1982                    | Monferrato astigiano                                                | 4.1 Richter                                         | L'evento sismico si verificò alle ore 15:29:34 locali con l'epicentro in prossimità della frazione di Sessant, nel comune di Asti, alle esatte coordinate geografiche di 44.923 di latitudine e 8.168 di longitudine. L'ipocentro, invece, è stato a 25.13 chilometri di profondità. | -       |
| 9 novembre 1983                  | Gran parte della regione                                            | III-IV Mercalli                                     | | -       |
| 21 febbraio 1985                 | Tortonese, alessandrino                                             | 3.3 Richter                                         | La scossa si verificò alle ore 07:24:26 locali, in prossimità del comune di Tortona in provincia di Alessandria, a 10 chilometri di profondità, alle coordinate geografiche di 44.9 di latitudine e 8.81 di longitudine. Fu subito seguita, alle ore 07:24:53, da una replica di 2.9 Md a soli 5 km di profondità più o meno sempre nella stessa zona. | -       |
| 21 febbraio 1985                 | Alpi Cozie, cuneese                                                 | 3.3 Richter                                         | La scossa si verificò alle ore 19:00:34 locali, presso il comune di Vignolo nella provincia di Cuneo, a soli 4 chilometri di profondità, alle coordinate geografiche di 44.36 di latitudine e 7.46 di longitdine. | -       |
| 16 aprile 1985                   | Canavese, torinese                                                  | 3.0 Md                                              | La scossa si verificò alle ore 05:23:47 locali, nel comune di Leini in provincia di Torino, a 10 chilometri di profondità, alle coordinate geografiche di 45.21 di latitudine e 7.73 di longitudine. | -       |
| 29 agosto 1985                   | Alpi Cozie, Val Chisone, torinese                                   | 3.7 Md                                              | La scossa si verificò alle ore 13:12:40 locali, tra i comuni di Inverso Pinasca e San Germano Chisone in provincia di Torino, a 10 chilometri di profondità, alle coordinate geografiche di 44.92 di latitudine e 7.23 di longitudine. | -       |
| 6 febbraio 1986                  | Alpi Marittime, Valle Vermenagna, cuneese                           | 3.2 Md                                              | La scossa si verificò alle ore 09:26:25 locali, nel comune di Limone Piemonte in provincia di Cuneo, a 11 chilometri di profondità, alle coordinate geografiche di 44.2 di latitudine e 7.61 di longitudine. Fu preceduta, alle ore 08:59:01, da una di 2.7 Md a soli 5 chilometri di profondità e seguita, alle ore 23:42:55, da un'altra di 2.1 Md a soli 4 chilometri di profondità, tutte e due in prossimità del comune di Vernante. | -       |
| 11 febbraio 1986                 | Alessandrino                                                        | 3.1 Richter 2.9 Md                                  | La scossa si verificò alle ore 19:26:49 locali, vicino alla frazione di Fossato Superiore nel comune di Gavi in provincia di Alessandria, a 8 chilometri di profondità alle coordinate geografiche di 44.71 di latitudine e 8.82 di longitudine. | -       |
| 11 marzo 1986                    | Alpi Cozie, Valle Grana, cuneese                                    | 3.6 Richter 3.2 Md                                  | Il terremoto si verificò alle ore 08:46:37 locali, in prossimità del comune di Monterosso Grana nella provincia di Cuneo, a 10 chilometri di profondità, alle coordinate geografiche di 44.4 di latitudine e 7.32 di longitudine. Fu seguita, alle ore 09:10:12, da una minore di magnitudo 2.5 Richter. | -       |
| 20 giugno 1986                   | Tra le Alpi Marittime e Cozie, Valle Stura, cuneese                 | 3.0 Richter 2.7 Md                                  | La scossa si verificò alle ore 04:48:37 locali, con l'epicentro a 3 km a sud-ovest di Moiola nel comune di Demonte in provincia di Cuneo, a 18 chilometri di profondità, alle coordinate geografiche di 44.3 di latitudine e 7.36 di longitudine. Fu seguita, nei giorni successivi, da un modesto sciame sismico con scosse anche superiori al 2º grado. | -       |
| 11 settembre 1986                | Tra le Alpi Cozie e Graie, Val di Susa, torinese                    | 3.0 Md                                              | La scossa si verificò alle ore 06:55:34 locali, in prossimità del comune di Casalette nella provincia di Torino, a soli 5 chilometri di profondità, alle coordinate geografiche di 45.1 di latitudine e 7.48 di longitudine. | -       |
| 19 settembre 1986                | Appennino, Val Curone, alessandrino                                 | 3.1 Richter 2.8 Md                                  | La scossa si verificò alle ore 17:11:58 locali, presso il comune di Montemarzino in provincia di Alessandria, a soli 6 chilometri di profondità, alle coordinate di 44.84 di latitudine e 9 di longitudine. | -       |
| 16 febbraio 1987                 | Alpi Cozie, Valle Varaita, cuneese                                  | 3.0 Richter 2.7 Md                                  | La scossa si verificò alle ore 05:25:35 locali, tra i comuni di Valmala e Brossasco in provincia di Cuneo, a 10 chilometri di profondità, alle coordinate geografiche di 44.54 e 7.36 di longitudine. | -       |
| 28, 29 e 31 maggio 1987          | Alpi Cozie, tra la Val Varaita e Maira, cuneese                     | 3.0, 3.4 e 3.1 Md                                   | La prima scossa si verificò alle ore 14:50:57, vicino alla frazione di Torrette nel comune di Casteldelfino, a 10 km di profondità, alle coordinate di 44.58 (lat) e 7.1 (lon), mentre un'altra sempre della stessa potenza, si verificò alle ore 19:56:14, sempre ad uguale profondità, alle coordinate di 44.55 (lat) e 7.1 (lon) ma nel comune di Elva; la notte successiva alle ore 01:00:52 ci fu una replica più forte di nuovo nello stesso comune della prima scossa, a soli 6 km di profondità, alle coordinate di 44.58 (lat) e 7.08 (lon); due giorni dopo alle ore 05:14:53 un'altra replica nel comune di Sampeyre, a 8 km di profondità, alle coordinate di 44.61 (lat) e 7.12 (lon). Questi quattro terremoti furono preceduti e seguiti da numerose altre scosse minori anche di magnitudo superiori al 2º grado e più o meno sempre nella medesima area. | -       |
| 15 giugno 1987                   | Alpi Cozie, Valle Grana, cuneese                                    | 3.3 Md                                              | Il terremoto si verificò alle ore 23:27:17 locali, presso il comune di Bernezzo in provincia di Cuneo, a soli 7 chilometri di profondità, alle coordinate geografiche di 44.38 di latitudine e 7.41 di longitudine. | -       |
| 3 luglio 1987                    | Alpi Graie, Valle Orco, Canavese, torinese                          | 4.1 Richter 4.8 Mw VI Mercalli                      | La scossa si verificò alle ore 12:46:56 locali con l'epicentro in prossimità del comune di Alpette, nella provincia di Torino, alle esatte coordinate geografiche di 45.409 di latitudine e 7.567 di longitudine. L'ipocentro, invece, è stato a 17.84 chilometri di profondità. Il terremoto fu avvertito distintamente in diversi luoghi del torinese, ma in maniera proprio forte per lo più a Cuorgnè, Ribordone e Ronco Canavese dove vi furono anche dei danni lievi. | -       |
| 21 luglio 1987                   | n.d.                                                                | n.d.                                                | | -       |
| 15 agosto 1987                   | Alpi Cozie, Val Sangone, torinese                                   | 3.5 Richter 3.1 Md                                  | La scossa si verificò alle ore 08:49:05 locali, presso il comune di Villarbasse in provincia di Torino, a 5 chilometri di profondità, alle coordinate geografiche di 45.04 di latitudine e 7.46 di longitudine. | -       |
| 9 ottobre 1987                   | Alpi Cozie, Valle Varaita, cuneese                                  | 3.1 Md                                              | La scossa si verificò alle ore 01:02:09 locali, presso il comune di Sampeyre in provincia di Cuneo, a 10 chilometri di profondità, alle coordinate geografiche di 44.6 di latitudine e 7.14 di longitudine. | -       |
| 3 gennaio 1988                   | Alpi Cozie, Valle Maira, cuneese                                    | 3.0 Richter 2.7 Md                                  | La scossa si verificò alle ore 11:40:38 locali, vicino alla frazione di Chiappera, nel comune di Acceglio in provincia di Cuneo, a 9 chilometri di profondità, alle coordinate geografiche di 44.54 di latitudine e 6.91 di longitudine. | -       |
| 10 marzo 1988                    | Pianura torinese                                                    | 3.2 Richter 2.7 Md                                  | Il terremoto si verificò alle ore 10:32:53 locali, vicino alla frazione di San Michele e Grato, nel comune di Carmagnola in provincia di Torino, a 11 chilometri di profondità, alle coordinate geografiche di 44.86 di latitudine e 7.69 di longitudine. | -       |
| 20 gennaio 1989                  | Alpi Cozie, Valle Grana, cuneese                                    | 3.6 Richter 3.2 Md                                  | Il sisma si verificò alle ore 15:14 locali, nel comune di Monterosso Grana in provincia di Cuneo, a 22 chilometri di profondità, alle coordinate geografiche di 44.36 di latitudine e 7.29 di longitudine. Fu seguita da altre scosse di lieve intensità. | -       |
| 4 febbraio 1989                  | Alpi Cozie, Valle Stura, cuneese                                    | 3.2 Richter 3.1 Md                                  | La scossa si verificò alle ore 22:37:59 locali, tra i comuni di Valloriate e Rittana in provincia di Cuneo, a 9 chilometri di profondità, alle coordinate geografiche di 44.36 di latitudine e 7.34 di longitudine. | -       |
| 10 febbraio 1989                 | Pianura pinerolese                                                  | 3.0 Richter 2.9 Md                                  | La scossa si verificò alle ore 21:41:42 locali, nel comune di Bricherasio in provincia di Torino, a 5 chilometri di profondità, alle coordinate geografiche di 44.84 di latitudine e 7.32 di longitudine. | -       |
| 17 aprile 1989                   | Alpi Graie, Val Ceronda, torinese                                   | 3.5 Richter 3.1 Md                                  | Il terremoto si verificò alle ore 07:47:26 locali, tra i comuni di Fiano e Robassomero in provincia di Torino, a 5 chilometri di profondità, alle coordinate geografiche di 45.2 di latitudine e 7.55 di longitudine. | -       |
| 26 aprile 1989                   | Alpi Cozie, Valle Varaita, cuneese                                  | 3.0 Md                                              | La scossa si verificò alle ore 18:33:09 locali, vicino alla frazione di Torrette nel comune di Casteldelfino, a 10 chilometri di profondità, alle coordinate geografiche di 44.58 di latitudine e 7.1 di longitudine. Fu preceduta da alcune scosse intorno al 2º grado. | -       |
| 12 e 28 maggio 1989              | Alpi Cozie, Valle Po, cuneese                                       | 3.6, 3.0 e 2.2 Richter 3.5, 3.7 e 3.0 Md            | Il primo terremoto si verificò alle ore 11:27:38, presso il comune di Sanfront in provincia di Cuneo, a 10 km di profondità, alle coordinate di 44.62 (lat) e 7.29 (lon); sedici giorni dopo un'altra replica alle ore 13:56:28, vicino alla frazione di Gari nel comune di Paesana, sempre a uguale profondità, alle coordinate di 44.65 (lat) e 7.26 (lon) e alle 22:19:45 un'altra di nuovo nel comune della prima scossa, a 15 km di profondità, alle coordinate di 44.66 (lat) e 7.31 (lon). | -       |
| 26 giugno 1989                   | Pianura del cuneese                                                 | 3.0 Richter 2.6 Md                                  | La scossa si verificò alle ore 02:25:43 locali, vicino alla frazione di Bosco, nel comune di Busca in provincia di Cuneo, a 17 chilometri di profondità, alle coordinate geografiche di 44.47 di longitudine e 7.49 di longitudine. | -       |
| 7 agosto 1989                    | Alpi Graie, Val Ceronda, torinese                                   | 3.2 Md 2.5 Richter                                  | La scossa si verificò alle ore 06:25:39 locali, nel comune di Vallo Torinese in provincia di Torino, a 10 chilometri di profondità, alle coordinate geografiche di 45.23 di latitudine e 7.47 di longitudine. | -       |
| 6 settembre 1989                 | Appennino, Val Curone, alessadrino                                  | 3.0 Md 2.4 Richter                                  | La scossa si verificò alle ore 05:42:43 locali, presso il comune di Casasco in provincia di Alessandria, a 8 chilometri di profondità, alle coordinate geografiche di 44.82 di latitudine e 8.99 di longitudine. | -       |
| 13 settembre 1989                | Pianura alessandrina                                                | 4.5 Richter                                         | L'evento sismico avvenne alle ore 23:54:35 locali con l'epicentro in prossimità del comune di Frugarolo, nella provincia di Alessandria, alle esatte coordinate geografiche di 44.856 di latitudine e 8.673 di longitudine. L'ipocentro, invece, è stato a 10 chilometri di profondità. | -       |
| 29 settembre 1989                | Alpi Cozie, Valle Maira, cuneese                                    | 3.0 Richter 2.7 Md                                  | La scossa si verificò alle ore 09:39:46 locali, nel comune di Dronero in provincia di Cuneo, a 10 chilometri di profondità, alle coordinate geografiche di 44.45 di latitudine e 7.26 di longitudine. | -       |
| 30 ottobre 1989                  | Alpi Cozie, tra la Valle Po e la Val Varaita, cuneese               | 3.6 Richter 3.4 Md                                  | Il terremoto si verificò alle ore 12:24:05 locali, vicino al Pian Munè, nel comune di Paesana in provincia di Cuneo, a soli 5 chilometri di profondità, alle coordinate geografiche di 44.63 di latitudine e 7.24 di longitudine. Fu seguita da altre piccole repliche inferiori al 2º grado. | -       |
| 3 novembre 1989                  | Alpi Cozie, Valle Infernotto, cuneese                               | 3.0 Richter 2.6 Md                                  | La scossa si verificò alle ore 17:52:22 locali, nel comune di Barge in provincia di Cuneo, a 15 chilometri di profondità, alle coordinate geografiche di 44.73 di latitudine e 7.26 di longitudine. | -       |
| 26 dicembre 1989                 | Regione sud-occidentale                                             | IV-V Mercalli                                       | | -       |
| 16 e 17 gennaio 1990             | Alpi Cozie, Valle Grana, cuneese                                    | 3.1 Richter 2.8 Md                                  | La prima scossa si verificò alle ore 03:43:50, vicino alla borgata San Matteo, nel comune di Valgrana in provincia di Cuneo, a 17 km di profondità, alle coordinate di 44.39 di (lat) e 7.38 (lon). La seconda scossa, sempre di uguale magnitudo, si verificò il giorno dopo alle ore 03:43:51 in prossimità del comune di Bernezzo, a 10 km di profondità, a coordinate di 44.38 (lat) e 7.43 (lon). | -       |
| 20 gennaio 1990                  | Alpi Cozie, Val di Susa, torinese                                   | 3.8 Richter 3.3 Md                                  | Il terremoto si verificò alle ore 20:25:20 locali, nel territorio del comune di Sant'Antonino di Susa in provincia di Torino, a 7 chilometri di profondità, alle coordinate geografiche di 45.08 di latitudine e 7.26 di longitudine. | -       |
| 11 febbraio 1990                 | Pianura torinese                                                    | 3.9 Richter 4.1 Md 4.7 Mw VI Mercalli               | L'evento sismico avvenne alle ore 08:00:38 locali con l'epicentro nel territorio del comune di None, in provincia di Torino, alle esatte coordinate geografiche di 44.918 di latitudine e 7.558 di longitudine, dove fu sentito proprio forte. L'altro comune più vicino confinante è stato Castagnole Piemonte. L'ipocentro è stato a 24.01 chilometri di profondità. La scossa fu avvertita distintamente, anche in maniera forte, in molti altri luoghi per di più del torinese, particolarmente a Frossasco, Lombriasco, Moncalieri e Scalenghe; percepito bene anche nella parte settentrionale della provincia di Cuneo, Bubbio, Roccaverano e nella vicina Francia, soprattutto a Modane. | -       |
| 10 marzo 1990                    | Alpi Cozie, alta Val di Susa, torinese                              | 3.0 Richter 2.6 Md                                  | La scossa si verificò alle ore 20:56:04 locali, tra i comuni di Oulx e Sauze d'Oulx in provincia di Torino, a 5 chilometri di profondità, alle coordinate geografiche di 45.01 di latitudine e 6.84 di longitudine. | -       |
| 11 marzo 1990                    | Alpi Cozie, Val Noce, torinese                                      | 3.1 Richter 3.0 Md                                  | La scossa si verificò alle ore 10:05:21 locali, a 3 km a nord-ovest di Cantalupa, presso il comune di Frossasco in provincia di Torino, a 10 chilometri di profondità, alle coordinate geografiche di 44.96 di latitudine e 7.32 di longitudine. | -       |
| 4 giugno 1990                    | Alpi Cozie, Valle Varaita, cuneese                                  | 3.2 Richter 3.0 Md                                  | La scossa si verificò alle ore 10:30:33 locali, vicino alla borgata di Masueria, nel comune di Brossasco in provincia di Cuneo, a 8 chilometri di profondità, alle coordinate geografiche di 44.59 di latitudine e 7.33 di longitudine. | -       |
| 31 luglio 1990                   | Alpi Cozie, Valle Varaita, cuneese                                  | 3.2 Md                                              | La scossa si verificò alle ore 18:35:03 locali, a 1 km a sud-ovest di Valmala, nel territorio del comune di Melle in provincia di Cuneo, a 10 chilometri di profondità, alle coordinate geografiche di 44.54 di latitudine e 7.33 di longitudine. | -       |
| 26 agosto 1990                   | Alpi Cozie, Valle Maira, cuneese                                    | 3.1 Richter 2.9 Md                                  | La scossa si verificò alle ore 06:01:11 locali, in prossimità del comune di Dronero in provincia di Cuneo, a 7 chilometri di profondità, alle coordinate geografiche di 44.46 di latitudine e 7.33 di longitudine. | -       |
| 22 novembre 1990                 | Alpi Cozie, Valle Maira, cuneese                                    | 3.2 Richter                                         | La scossa si verificò alle ore 23:10:53 locali, a 2 km a nord-est di Cartignano, nel comune di Roccabruna in provincia di Cuneo, a 10 chilometri di profondità, alle coordinate geografiche di 44.49 di latitudine e 7.31 di longitudine. | -       |
| 27 novembre 1990                 | Alpi Cozie, alta Val Susa, torinese                                 | 3.1 Richter                                         | La scossa si verificò alle ore 02:54 locali, a 4 km a sud-est di Claviere ma nel territorio di Cesana Torinese, a 9 chilometri di profondità, alle coordinate geografiche di 44.91 di latitudine e 6.77 di longitudine. | -       |
| 11 dicembre 1990                 | Alpi Cozie, Val Sangone, torinese                                   | 3.0 Md                                              | La scossa si verificò alle ore 17:45:13 locali, nel territorio del comune di Trana in provincia di Torino, a 10 chilometri di profondità, alle coordinate geografiche di 45.02 di latitudine e 7.4 di longitudine. | -       |
| 7 febbraio 1991                  | Tra le Alpi Cozie e Marittime, alta Valle Stura (CN)                | 3.2 Richter 3.1 Md                                  | La scossa si verificò alle ore 01:46:54 locali, presso il comune di Argentera in provincia di Cuneo, a 10 chilometri di profondità, alle coordinate geografiche di 44.38 di latitudine e 6.94 di longitudine. | -       |
| 11 febbraio 1991                 | Alpi Cozie, confine Italia-Francia (Francia)                        | IV-V Mercalli                                       | | -       |
| 19 febbraio 1991                 | Alpi Cozie, Valle Maira, cuneese                                    | 3.1 Richter 2.8 Md                                  | La scossa si verificò alle ore 16:17:17 locali, a 3 km a nord-est di Pradleves, nel territorio del comune di Dronero in provincia di Cuneo, a 10 chilometri di profondità, alle coordinate geografiche di 44.44 di latitudine e 7.3 di longitudine. | -       |
| 26 aprile 1991                   | Area metropolitana di Torino                                        | 3.0 Richter 2.8 Md                                  | La scossa si verificò alle ore 05:55:08 locali, presso il comune di Grugliasco in provincia di Torino, a 10 chilometri di profondità, alle coordinate geografiche di 45.05 di latitudine e 7.58 di longitudine. | -       |
| 11 maggio 1991                   | Alpi Cozie, Valle Stura di Demonte (CN)                             | 3.1 Richter 2.6 Md                                  | La scossa si verificò alle ore 20:21:01 locali, a 2 km a sud-ovest di Valloriate, nel territorio del comune di Moiola in provincia di Cuneo, a 10 chilometri di profondità, alle coordinate geografiche di 44.32 di latitudine e 7.36 di longitudine. | -       |
| 29 maggio 1991                   | Monferrato astigiano, Valle Versa (AT)                              | 3.7 e 3.0 Md 3.2 Richter                            | Il primo terremoto si verificò alle ore 22:24:41 locali, a 10 chilometri di profondità, alle coordinate di 44.98 (lat) e 8.19 (lon), mentre la seconda scossa si verificò alle ore 22:30:21 locali, a 8 chilometri di profondità, alle coordinate di 44.97 (lat) e 8.19 (lon), tutte e due in prossimità del comune di Castell'Alfero. In seguito ci furono alcune repliche di minore potenza. | -       |
| 13 giugno 1991                   | Alpi Cozie, Valle Maira, cuneese                                    | 3.0 Richter 2.8 Md                                  | La scossa si verificò alle ore 17:49:25 locali, con l'epicentro a Elva in provincia di Cuneo, a 10 chilometri di profondità, alle coordinate geografiche di 44.55 di latitudine e 7.1 di longitudine. | -       |
| 13 luglio 1991                   | Pianura del cuneese                                                 | 3.2 Richter 2.9 Md                                  | La scossa si verificò alle ore 14:17:51 locali, presso il comune di Casalgrasso in provincia di Cuneo, a 10 chilometri di profondità, alle coordinate geografiche di 44.81 di latitudine e 7.64 di longitudine. Fu seguita da una lieve replica alle ore 23:44:29 di 1.9 Md. | -       |
| 16 novembre 1991                 | Alpi Cozie, tra la Valle Grana e Stura (CN)                         | 3.0 Richter 2.6 Md                                  | La scossa si verificò alle ore 14:37:30 locali, a 2 km a nord-est di Rittana, tra i comuni di Bernezzo e Roccasparvera in provincia di Cuneo, a 10 chilometri di profondità, alle coordinate geografiche di 44.36 di latitudine e 7.41 di longitudine. | -       |
| 19 marzo 1992                    | Alpi Cozie, bassa Valle Po, cuneese                                 | 3.1 Richter 3.0 Md                                  | La scossa si verificò alle ore 16:47:43 locali, a 3 km a nord-ovest di Brossasco, con l'epicentro nel comune di Martiniana Po in provincia di Cuneo, a soli 4 chilometri di profondità, alle coordinate geografiche di 44.6 di latitudine e 7.34 di longitudine. | -       |
| 27 aprile 1992                   | Alpi Cozie, Valle Maira, cuneese                                    | 3.2 Richter 2.8 Md                                  | La scossa si verificò alle ore 15:22:36 locali, con l'epicentro presso il comune di Dronero in provincia di Cuneo, a 10 chilometri di profondità, alle coordinate di 44.45 di latitudine e 7.33 di longitudine. | -       |
| 3 giugno 1992                    | Alpi Cozie, Valle Stura, cuneese                                    | 3.0 Richter 2.7 Md                                  | La scossa si verificò alle ore 02:50:22 locali, con l'epicentro presso Valloriate in provincia di Cuneo, a 15 chilometri di profondità, alle coordinate geografiche di 44.34 di latitudine e 7.37 di longitudine. | -       |
| 17 giugno 1992                   | Alpi Graie, Val Ceronda, torinese                                   | 3.3 Richter 3.2 Md 3.9 Mw IV-V Mercalli             | La scossa di terremoto si verificò alle ore 02:47:08 locali con l'epicentro nel territorio del comune di Varisella, in provincia di Torino, alle esatte coordinate geografiche di 45.191 di latitudine e 7.490 di longitudine. L'altro comune più vicino confinante è stato La Cassa. L'ipocentro è stato addirittura a soli 0.2 chilometri di profondità. Si è percepito bene in diversi comuni vicini all'epicentro, ma soprattutto a Monastero di Lanzo, dove fu piuttosto forte. | -       |
| 15 agosto 1992                   | Alpi Cozie, Val Chisone (TO)                                        | 3.5 Richter 3.2 Md                                  | Il terremoto si verificò alle ore 14:18:08 locali, con l'epicentro vicino a Chambons, nel comune di Fenestrelle, a soli 5 chilometri di profondità, alle coordinate di 45.02 di latitudine e 7.06 di longitudine. Il giorno dopo ci fu una lieve replica di magnitudo 2.0 Richter ma nel territorio del comune di Usseaux. | -       |
| 16 agosto 1992                   | Alpi Cozie, Valle Maira, cuneese                                    | 3.7 Richter 3.6 Md                                  | Il sisma si verificò alle ore 15:31:13 locali a 3 km a sud-est di Cartignano, nel comune di Dronero, a soli 5 chilometri di profondità, alle coordinate di 44.45 di latitudine e 7.31 di longitudine | -       |
| 13 settembre 1992                | Area metropolitana di Torino                                        | 3.6 Richter 3.5 Md                                  | Il sisma si verificò alle ore 7:00:36 locali a circa 1 km a nord-ovest di Borgaro Torinese in provincia di Torino, a 15 chilometri di profondità, alle coordinate geografiche di 45.16 di latitudine e 7.65 di longitudine. | -       |
| 14 settembre 1992                | Alpi Cozie, alta Val di Susa (TO)                                   | 3.0 Md 2.9 Richter                                  | La scossa si verificò alle ore 15:20:10 locali nel territorio del comune di Claviere in provincia di Torino, a 8 chilometri di profondità, alle coordinate geografiche di 44.92 di latitudine e 6.76 di longitudine | -       |
| 27 ottobre 1992                  | Alpi Cozie, Valle Maira, cuneese                                    | 3.0 Richter 2.6 Md                                  | La scossa si verificò alle ore 04:12:30 locali nel territorio del comune di Cartignano in provincia di Cuneo, a 11 chilometri di profondità, alle coordinate geografiche di 44.51 di latitudine e 7.29 di longitudine. | -       |
| 11 novembre 1992                 | Alpi Cozie, Valle Maira, cuneese                                    | 3.1 Richter 2.8 Md                                  | La scossa si verificò alle ore 01:59:52 locali nel comune di Roccabruna in provincia di Cuneo, a 6 chilometri di profondità, alle coordinate geografiche di 44.47 di latitudine e 7.32 di longitudine. | -       |
| 27 novembre 1992                 | Alpi Cozie, Valle Varaita (CN)                                      | 3.0 Richter 2.9 Md                                  | La scossa si verificò alle ore 03:53:34 locali nel comune di Valmala in provincia di Cuneo, a 11 chilometri di profondità, alle coordinate geografiche di 44.54 di latitudine e 7.36 di longitudine. | -       |
| 1º dicembre 1992                 | Alpi Cozie, Valle Maira, cuneese                                    | 3.0 Richter                                         | La prima scossa avvenne alle ore 20:41:36 locali nel comune di Acceglio alle coordinate di 44.53 (lat) e 6.97 (lon), mentre la seconda scossa alle ore 21:00:01 locali a 12 km a nord-ovest dal medesimo comune alle coordinate di 44.54 (lat) e 6.87 (lon) ma già in territorio francese; l'ipocentro tutti e due a 10 km. | -       |
| 16 marzo 1993                    | Alpi Cozie, Valle Grana, cuneese                                    | 4.3 Richter 4.1 Mw 3.7 Md V Mercalli                | L'evento sismico si verificò alle ore 00:43:28 locali con l'epicentro presso il comune di Montemale di Cuneo, alle esatte coordinate geografiche di 44.431 di latitudine e 7.364 di longitudine. L'ipocentro è stato a 10.9 chilometri di profondità. Il terremoto fu avvertito, anche piuttosto forte, in molti luoghi della provincia di Cuneo. Seguirono nella notte e poi ancora, diverse scosse di lieve potenza di 2.1 e 2.2 Richter soprattutto nella vicina Valle Stura di Demonte. | -       |
| 14 giugno 1993                   | Tra le Alpi Pennine e Lepontine, Val d'Ossola, verbano              | 4.2 Richter 4.3 Mw 3.7 Md V-VI Mercalli             | L'evento sismico si verificò alle ore 14:28:36 locali con l'epicentro in prossimità del comune di Pieve Vergonte, nella provincia del Verbano-Cusio-Ossola, alle esatte coordinate geografiche di 45.964 di latitudine e 8.283 di longitudine. L'ipocentro si è attestato a 7.3 chilometri di profondità. Il sisma fu avvertito, anche piuttosto forte, in molti luoghi della provincia e nelle parti settentrionali di quelle di Vercelli e Novara; sentito molto bene pure a Montalto Dora, a Pont Canavese, Vico Canavese, a Pâquier e nella provincia di Varese. In seguito ci fu una replica minore alle ore 15:02:40 di 2.7 Richter e due giorni dopo alle ore 16:39:30 di 2.8 Richter ma in Valle Strona con ipocentri a soli 6 e 5 chilometri. | -       |
| 17 luglio 1993                   | Regione meridionale                                                 | IV-V Mercalli                                       | | -       |
| 26 luglio 1993                   | Alpi Cozie, Valle di Rittana (CN)                                   | 3.3 Richter 3.4 Md                                  | Il terremoto si verificò alle ore 06:57:48 locali presso il comune di Rittana in provincia di Cuneo, a 5 chilometri di profondità, alle coordinate geografiche di 44.35 di latitudine e 7.38 di longitudine. | -       |
| 1º ottobre 1993                  | Alpi Cozie, Valle Varaita (CN)                                      | 3.1 Richter 2.6 Md                                  | La scossa si verificò alle ore 06:11:13 locali presso il comune di Melle in provincia di Cuneo, a 9 chilometri di profondità, alle coordinate geografiche di 44.53 di latitudine e 7.31 di longitudine; è stata seguita da una replica minore di magnitudo 2.1 Richter alle ore 06:35:58. | -       |
| 9 ottobre 1993                   | Alpi Cozie, Valle Stura, cuneese                                    | 3.0 Richter 2.5 Md                                  | La scossa si verificò alle ore 18:37:20 locali in prossimità del comune di Demonte in provincia di Cuneo, a 10 chilometri di profondità, alle coordinate geografiche di 44.34 di latitudine e 7.28 di longitudine. | -       |
| 15 novembre 1993                 | Roero (CN)                                                          | 3.5 Richter 2.8 Md                                  | Il sisma si verificò alle ore 01:20:01 locali in prossimità del comune di Baldissero D'alba in provincia di Cuneo, a 20 chilometri di profondità, alle coordinate geografiche di 44.77 di latitudine e 7.89 di longitudine. | -       |
| 20 gennaio 1994                  | Alpi Cozie, Valle Varaita e Maira, cuneese                          | 4.6 e 3.8 Richter 4.3 Mw 3.7 e 3.6 Md V-VI Mercalli | Il primo terremoto, quello più forte, si verificò alle ore 07:59:13 locali, nel territorio del comune di Valmala, alle esatte coordinate di 44.554 (lat) e 7.340 (lon), mentre l'ipocentro si è attestato a 8.4 km di profondità. Gli altri comuni più vicini confinanti sono stati Melle e Brossasco. Il sisma fu avvertito, anche piuttosto forte, in molti luoghi della provincia, ma anche fino a Villafranca Piemonte, San Secondo di Pinerolo, in Val Pellice e più o meno all'inizio della Val Chisone; solo strumentalmente a Campiglione-Fenile (Campiglione), Bricherasio, Macello e Buriasco. Alle 08:05:43 ci fu un'altra scossa ma nel comune di Stroppo, a 10 km di profondità, alle coordinate di 44.52 (lat) e 7.14 (lon). In seguito e nei giorni successivi ci furono diverse repliche minori di assestamento comprese tra la magnitudo 1.5 e 2.7 Richter. | -       |
| 5 febbraio 1994                  | Alpi Cozie, bassa Val di Susa, torinese                             | 3.0 Richter 3.5 Md                                  | La scossa si verificò alle ore 01:52:11 locali tra i comuni di Caprie e Sant'Ambrogio di Torino in provincia di Torino, a soli 5 chilometri di profondità, alle coordinate geografiche di 45.11 di latitudine e 7.36 di longitudine. | -       |
| 1º aprile 1994                   | Alpi Cozie, bassa Valle Maira, cuneese                              | 3.2 Md 2.5 Richter                                  | La scossa si verificò alle ore 00:53:34 locali in prossimità del comune di Villar San Costanzo in provincia di Cuneo, a soli 5 chilometri di profondità, alle coordinate geografiche 44.49 di latitudine e 7.36 di longitudine. | -       |
| 18 aprile 1994                   | Alpi Cozie, Valle Po, cuneese                                       | 3.0 Richter 2.4 Md                                  | La scossa si verificò alle ore 13:36:13 locali presso il comune di Paesana in provincia di Cuneo, a 8 chilometri di profondità, alle coordinate geografiche di 44.66 di latitudine e 7.27 di longitudine. Fu seguita da un'altra di magnitudo 2.4 alle ore 13:49:18, due giorni dopo da una di 2.7 alle 22:04:08 e il 30 aprile da una di 2.5 alle ore 00:33:25. | -       |
| 29 aprile 1994                   | Alpi Graie, Canavese, Val Chiusella (TO)                            | 3.2 Richter 2.7 Md                                  | Il terremoto si verificò alle ore 02:20:29 locali presso il comune di Issiglio in provincia di Torino, a soli 5 chilometri di profondità, alle coordinate geografiche di 45.45 di latitudine e 7.73 di longitudine. | -       |
| 25 maggio 1994                   | Alpi Graie, Canavese, Val Chiusella (TO)                            | 3.2 Richter 2.8 Md                                  | Il terremoto si verificò alle ore 16:01:17 locali nel territorio del comune di Vico Canavese, a soli 5 chilometri di profondità, alle coordinate geografiche di 45.52 di latitudine e 7.78 di longitudine. | -       |
| 28 agosto 1994                   | Pianura torinese sud-orientale                                      | 3.0 Richter 2.8 Md                                  | La scossa si verificò alle ore 04:44:16 locali tra i comuni di Poirino e Carmagnola in provincia di Torino, a 10 chilometri di profondità, alle coordinate geografiche di 44.9 di latitudine e 7.79 di longitudine. | -       |
| 24 settembre 1994                | Alpi Cozie, alta Valle Maira (CN)                                   | 3.1 Richter 2.9 Md                                  | La scossa si verificò alle ore 06:18:19 locali a 2 km a sud-ovest di Acceglio in provincia di Cuneo, a 11 chilometri di profondità, alle coordinate geografiche di 44.47 di latitudine e 6.97 di longitudine | -       |
| 30 ottobre 1994                  | Alessandrino                                                        | 3.3 Richter 3.0 Md                                  | Il terremoto si verificò alle ore 06:26:57 locali a 2 km a nord-ovest di Denice in provincia di Alessandria, a soli 5 chilometri di profondità, alle coordinate geografiche di 44.61 di latitudine e 8.32 di longitudine. | -       |
| 4 gennaio 1995                   | Pianura pinerolese (TO)                                             | 3.7 Richter 4.1 Mw V Mercalli                       | La scossa di terremoto si verificò alle ore 01:47:02 locali, con l'epicentro in prossimità della località di Cardonata, nel comune di San Secondo di Pinerolo, in provincia di Torino, alle esatte coordinate geografiche di 44.869 di latitudine e 7.318, mentre l'ipocentro si è attestato a 10.39 chilometri di profondità. Il sisma fu sentito distintamente, anche piuttosto forte, in diversi luoghi della provincia, ma soprattutto a Roletto. | -       |
| 10 novembre 1995                 | Alpi Cozie, Valle Varaita (CN)                                      | 3.1 Md 2.2 Richter                                  | La scossa si verificò alle ore 23:04:13 locali presso il comune di Frassino in provincia di Cuneo, a 10 chilometri di profondità, alle coordinate geografiche di 44.58 di latitudine e 7.28 di longitudine. | -       |
| 21 novembre 1995                 | Alpi Cozie, bassa Valle di Susa, torinese                           | 4.1 Richter 4.4 Mw V-VI Mercalli                    | L'evento sismico si verificò alle ore 05:04:34 locali, con l'epicentro presso il comune di Buttigliera Alta, in provincia di Torino, alle esatte coordinate geografiche di 45.066 di latitudine e 7.427 di longitudine, mentre l'ipocentro si è attestato a 29.39 chilometri di profondità. Il terremoto fu avvertito distintamente, anche piuttosto forte, in molti comuni della provincia, ma soprattutto nel luogo dell'epicentro e a Val della Torre (Montelera); sentito molto bene persino a Moasca (AT). | -       |
| 10 dicembre 1995                 | Langhe cuneesi                                                      | 4.3 Richter                                         | L'evento sismico si verificò alle ore 00:14:36 locali, con l'epicentro in prossimità della località di Lussi, nel comune di Santa Vittoria d'Alba, in provincia di Cuneo, alle esatte coordinate geografiche di 44.706 di latitudine e 7.954 di longitudine, mentre l'ipocentro si è attestato a 10 chilometri di profondità. | -       |
| 24 agosto 1996                   | Alpi Cozie, Valle Varaita (CN)                                      | 3.0 Md 2.1 Richter                                  | La scossa si verificò alle ore 14:41:20 locali a 2 km a sud di Venasca in provincia di Cuneo, a 10 chilometri di profondità, alle coordinate geografiche di 44.54 di latitudine e 7.4 di longitudine | -       |
| 26 dicembre 1996                 | Alpi Cozie, Valle Maira, cuneese                                    | 3.0 Md 2.3 Richter                                  | La scossa si verificò alle ore 20:33:50 locali a 3 km a ovest di San Damiano Macra in provincia di Cuneo, a 17 chilometri di profondità, alle coordinate geografiche di 44.48 di latitudine e 7.22 di longitudine. | -       |
| 26 giugno 1997                   | Pianura del cuneese                                                 | 3.0 Md 2.5 Richter                                  | La scossa si verificò alle ore 08:08:39 locali a 2 km a sud-ovest di Vottignasco in provincia di Cuneo, a 5 chilometri di profondità, alle coordinate geografiche di 44.55 di latitudine e 7.57 di longitudine. | -       |
| 25 luglio 1997                   | Alpi Cozie, Val Sangone (TO)                                        | 3.3 Md 2.4 Richter                                  | La scossa si verificò alle ore 19:00:20 locali a 5 km a ovest di Cumiana, ma nel comune di Giaveno, a 12 chilometri di profondità, alle coordinate geografiche di 45 di latitudine e 7.32 di longitudine. | -       |
| 8 novembre 1997                  | Alpi Liguri, alta Val Tanaro (CN)                                   | 3.2 Richter 3.4 Md                                  | La scossa si verificò alle ore 02:56:07 locali a 5 km a sud-ovest di Ormea in provincia di Cuneo, a 9 chilometri di profondità, alle coordinate geografiche di 44.12 di latitudine e 7.86 di longitudine. | -       |
| 2 dicembre 1997                  | Appennino ligure (AL)                                               | 3.1 Md 2.4 Richter                                  | La scossa si verificò alle ore 08:16:53 locali a 4 km a sud-ovest di Fabbrica Curone ma nel comune di Cantalupo Ligure, a 5 chilometri di profondità, alle coordinate di 44.73 di latitudine e 9.12 di longitudine. | -       |
| 10 gennaio 1998                  | Pianura torinese sud-occidentale                                    | 3.3 Md 2.3 Richter                                  | La scossa si verificò alle ore 22:22:09 locali a 1 km a sud-est di Garzigliana ma nel comune di Cavour vicino a Castellazzo, a 11 km di profondità, alle coordinate di 44.83 di latitudine e 7.39 di longitudine. | -       |
| 11 aprile 1998                   | Alpi Cozie, Valle Po, cuneese                                       | 3.4 Md 2.9 Richter                                  | La scossa si verificò alle ore 13:05 locali a 2 km a est di Ostana ma nel comune di Paesana, a 10 chilometri di profondità, alle coordinate geografiche di 44.69 di latitudine e 7.21 di longitudine. | -       |
| 30 novembre 1999                 | Alpi Cozie, Valle Varaita (CN)                                      | 3.0 Md                                              | La scossa si verificò alla ore 20:25:02 locali a 1 km a ovest di Melle in provincia di Cuneo, a 10 chilometri di profondità, alle coordinate geografiche di 44.57 di latitudine e 7.31 di longitudine | -       |
| 1º aprile 2000                   | Alpi Cozie, Valle di Susa (TO)                                      | 3.1 Md 2.5 Richter                                  | La scossa si verificò alle ore 03:21:36 locali a 1 km a ovest di Sant'Ambrogio di Torino ma nel comune di Chiusa di San Michele, a 10 chilometri di profondità, alle coordinate di 45.1 (lat) 7.34 (lon). | -       |
| 31 maggio 2000                   | Alpi Cozie, Val Chisone (TO)                                        | 3.0 Md 2.4 Richter                                  | La scossa si verificò alle ore 09:46:05 locali a 4 km a sud-ovest di Pramollo in provincia di Torino, a soli 5 chilometri di profondità, alle coordinate geografiche di 44.89 di latitudine e 7.18 di longitudine. | -       |
| 10 giugno 2000                   | Alpi Cozie, bassa Valle Varaita (CN)                                | 3.4 Md 2.5 Richter                                  | La scossa si verificò alle ore 04:44:30 locali a 1 km a sud-est di Brossasco ma nel comune di Venasca in provincia di Cuneo, a soli 5 chilometri di profondità, alle coordinate geografiche di 44.56 di latitudine e 7.38 di longitudine | -       |
| 26 giugno 2000                   | Alpi Cozie, Valle Maira, cuneese                                    | 3.2 Md                                              | La scossa si verificò alle ore 21:29:16 locali a 8 km a ovest di Bellino ma nel comune di Acceglio, a soli 5 chilometri di profondità, alle coordinate geografiche di 44.55 di latitudine e 6.92 di longitudine. | -       |
| 21 agosto 2000                   | Monferrato alessandrino, astigiano                                  | 4.7 Richter 4.9 Mw 4.8 Md VI Mercalli               | L'evento sismico avvenne alle ore 19:14 locali, con l'epicentro tra i comuni di Bergamasco, Incisa Scapaccino e Castelnuovo Belbo, mentre l'ipocentro si è attestato a 24.05 chilometri di profondità. Interessate principalmente le province di Asti e Alessandria con migliaia di segnalazioni di danni e crepe in abitazioni, ma comunque fu sentito bene o male anche nelle altre zone del Piemonte, a Fontainemore, in Liguria e nella Lombardia occidentale; solo strumentalmente a Château e a Émarèse) e in alcuni luoghi dell'Emilia-Romagna più occidentale. Ci furono diverse evacuazioni. Sciame sismico fino ad ottobre. Informazioni sul terremoto | -       |

## Terremoti del XXI secolo[1]
| Data                                    | Area epicentrale                                      | Magnitudo e Intensità                                    | Descrizione e dettagli | Vittime |
| --------------------------------------- | ----------------------------------------------------- | -------------------------------------------------------- | --- | ------- |
| 22 febbraio 2001                        | Astigiano                                             | 3.2 Md 2.2 Richter                                       | La scossa si verificò alle ore 06:49:29 locali a 2 km a nord di Asti, a soli 5 chilometri di profondità, alle coordinate geografiche di 44.92 di latitudine e 8.21 di longitudine. | -       |
| 13 aprile 2001                          | Alpi Cozie, alta Val Susa (TO)                        | 3.1 Md 2.4 Richter                                       | La scossa si verificò alle ore 04:35:30 locali a 3 km a ovest di Salbertrand in provincia di Torino, a soli 5 chilometri di profondità, alle coordinate geografiche di 45.06 di latitudine e 6.85 di longitudine | -       |
| 1º giugno 2001                          | Tortonese (AL)                                        | 3.1 Md 2.3 Richter                                       | La scossa si verificò alle ore 21:41:49 locali a 5 km a nord di Tortona nell'alessandrino, a soli 5 chilometri di profondità, alle coordinate geografiche di 44.94 di latitudine e 8.87 di longitudine. | -       |
| 1º luglio 2001                          | Alpi Cozie, Valle Varaita (CN)                        | 3.3 Md 2.5 Richter                                       | La scossa si verificò alle ore 21:37:19 locali a 6 km a ovest di Pontechianale ma in territorio francese, a soli 5 chilometri di profondità, alle coordinate di 44.62 di latitudine e 6.95 di longitudine. | -       |
| 19 luglio 2001                          | Monferrato astigiano                                  | 4.2 Richter 4.0 Md V Mercalli                            | L'evento sismico si verificò alle ore 00:47:10 locali, con l'epicentro in prossimità del comune di Castelnuovo Belbo, nella provincia di Asti, alle esatte coordinate geografiche di 44.801 di latitudine e 8.427 di longitudine, mentre l'ipocentro si è attestato a 21.1 chilometri di profondità. L'altro comune più vicino confinante è stato Bruno. Preceduto da un boato, è stato avvertito sensibilmente dalla popolazione delle province di Asti, Alessandria e in quella più orientale di Cuneo, dove vi fu anche qualche calcinaccio caduto, ma nessun danno grave. Sentito anche a Piana Crixia (Molino), Dego (SV), Masone, Rossiglione, Campo Ligure (GE) e a Mede (PV). | -       |
| 26 gennaio 2002                         | Alpi Marittime, Valle Stura di Demonte (CN)           | 3.0 Md 2.2 Richter                                       | La scossa si verificò alle ore 08:35:45 locali a 6 km a ovest di Vinadio in provincia di Cuneo, a 10 chilometri di profondità, alle coordinate geografiche di 44.28 di latitudine e 7.11 di longitudine. | -       |
| 29 aprile 2002                          | Alpi Lepontine, Parco nazionale della Val Grande (VB) | 3.5 Md 2.8 Richter                                       | La scossa si verificò alle ore 17:14:09 locali a 8 km a nord di Ornavasso ma nel comune di Cossogno nella provincia del Verbano Cusio Ossola, a 9 chilometri di profondità, alle coordinate geografiche di 46.04 di latitudine e 8.43 di longitudine. | -       |
| 6 maggio 2002                           | Alpi Cozie, tra la Val Maira e Stura (CN)             | 3.1 Md 2.2 Richter                                       | La scossa si verificò alle ore 08:42:52 locali a 5 km a nord di Sambuco ma nel comune di Canosio in provincia di Cuneo, a 10 chilometri di profondità, alle coordinate geografiche di 44.39 di latitudine e 7.07 di longitudine. | -       |
| 18 giugno 2002                          | Alpi Marittime, Valle Stura (CN)                      | 3.2 Md                                                   | La scossa si verificò alle ore 00:26:13 locali a 4 km a ovest di Valdieri ma nel comune di Demonte, a 10 chilometri di profondità, alle coordinate geografiche di 44.28 di latitudine e 7.35 di longitudine. | -       |
| 10 marzo 2003                           | Pianura torinese sud-orientale                        | 3.1 Md 2.7 Richter                                       | La scossa si verificò alle ore 14:25:06 locali tra i comuni di Poirino e Carmagnola in provincia di Torino, a 13 chilometri di profondità, alle coordinate geografiche di 44.9 di latitudine e 7.79 di longitudine. | -       |
| 9 aprile 2003                           | Appennino Ligure, Val Bormida (AL)                    | 3.1 Md 2.7 Richter                                       | La scossa si verificò alle ore 16:09:51 locali a 3 km a ovest di Merana in territorio ligure, a soli 4 chilometri di profondità, alle coordinate geografiche di 44.51 di latitudine e 8.26 di longitudine. | -       |
| 11 aprile 2003                          | Valle Scrivia, alessandrino                           | 4.8 Richter 5.0 Mw 4.5 Md VI-VII Mercalli                | Il sisma si verificò alle ore 11:26:57 locali, con l'epicentro in prossimità del comune di Cassano Spinola, nella provincia di Alessandria, alle esatte coordinate geografiche di 44.758 di latitudine e 8.868 di longitudine, mentre l'ipocentro si è attestato a 8.2 chilometri di profondità. Fu proprio molto forte particolarmente a Sant'Agata Fossili, ma comunque anche nei comuni vicini; avvertito distintamente a Novi Ligure, Ovada e Acqui Terme (AL), a Nizza Monferrato e Castelnuovo Belbo (AT), a Genova, Imperia e Bordighera (IM); sentito anche in molti luoghi della Lombardia e poco anche nella città di Torino; moderatamente persino a Ziano Piacentino, Castel San Giovanni, Piacenza, Borgonovo e leggermente a Bobbio (PC). Diverse scuole furono evacuate. Nei giorni successivi furono stimati danni per 80 milioni di euro in 58 comuni, con 300 sfollati, 5.000 case lesionate e alcuni feriti. Nei giorni successivi ci furono diverse lievi scosse comprese tra 1.8 e 2.8 Richter. Informazioni sul terremoto | -       |
| 3 maggio 2003                           | Alpi Cozie, Valle Grana, cuneese                      | 3.1 Md 2.3 Richter                                       | La scossa si verificò alle ore 14:44:56 locali a 4 km a sud-ovest di Pradleves ma nel comune di Monterosso Grana, a 11 km di profondità, alle coordinate di 44.39 (lat) e 7.27 (lon); alle ore 16:49 ci fu una lieve replica di 2.3 Md ma a 3 km a nord-est di Demonte e nel comune di Valloriate. | -       |
| 11 giugno 2003                          | Pianura torinese                                      | 3.4 Md 2.9 Richter                                       | La scossa si verificò alle ore 00:59:47 locali a 3 km a nord-est di Lombriasco ma nel comune di Carignano, a soli 5 chilometri di profondità, alle coordinate di 44.86 di latitudine e 7.66 di longitudine. | -       |
| 23 luglio 2003                          | Alpi Cozie, Valle Po, cuneese                         | 3.0 Md 2.4 Richter                                       | La scossa si verificò alle ore 13:56:58 locali a 2 km a nord-ovest di Paesana nella provincia di Cuneo, a 10 chilometri di profondità, alle coordinate geografiche di 44.7 di latitudine e 7.26 di longitudine. | -       |
| 1º settembre 2003                       | Alpi Marittime, Valle Gesso, cuneese                  | 3.3 Md 3.1 Richter                                       | La scossa si verificò alle ore 21:28:11 locali nel comune di Valdieri in provincia di Cuneo, a 10 chilometri di profondità, alle coordinate di 44.23 di latitudine e 7.26 di longitudine; alle ore 00:12:56 ci fu una lieve replica di 2.4 Md ma nel comune di Roaschia. | -       |
| 16 ottobre 2003                         | Alpi Cozie, alta Val Varaita (CN)                     | 3.0 Md 2.7 Richter                                       | La scossa si verificò alle ore 18:23:25 locali a 5 km a ovest di Bellino, a 18 chilometri di profondità, alle coordinate di 44.58 (lat) e 6.96 (lon); fu preceduta alle 16:37 da una minore di 2.2 Richter. | -       |
| 19, 20 e 21 dicembre 2003               | Alpi Cozie, Valle Maira, cuneese                      | 3.0, 3.4 e 3.3 Md 2.6, 2.8 e 2.6 Richter                 | La prima scossa si verificò alle ore 01:37:37 locali a 3 km a sud-ovest di Prazzo ma nel comune di Acceglio, a 15 km di profondità, alle coordinate di 44.46 (lat) e 7.03 (lon); la seconda scossa si verificò il giorno dopo alle ore 04:29:40 locali a 4 km a est di Marmora ma nel comune di Celle di Macra, a 10 km di profondità, alle coordinate di 44.46 (lat) e 7.14 (lon); la terza scossa si verificò di nuovo nella notte del giorno dopo alle ore 02:35:57 locali a 5 km a sud di Acceglio, a soli 5 km di profondità, alle coordinate di 44.43 (lat) e 6.99 (lon). | -       |
| 27 febbraio 2004                        | Alpi Marittime, Valle stura (CN)                      | 3.0 Md 2.3 Richter                                       | La scossa si verificò alle ore 23:41:35 locali a 5 km a ovest di Argentera in provincia di Cuneo, a soli 5 chilometri di profondità, alle coordinate geografiche di 44.36 di latitudine e 6.91 di longitudine. | -       |
| 14 maggio 2004                          | Tra le Alpi Cozie e Graie, Val di Susa, torinese      | 3.3 Richter 3.2 Md                                       | Il terremoto si verificò alle ore 02:30:33 locali in prossimità del comune di Bruzolo nella provincia di Torino, a 10 chilometri di profondità, alle coordinate geografiche di 45.14 di latitudine e 7.19 di longitudine; circa un'ora dopo ci fu una lieve scossa di 1.7 Richter nei pressi di San Didero e il 17 maggio una di 2.5 Richter a 1 km a nord-est di Sant'Ambrogio di Torino ma nel comune di Caprie. | -       |
| 3 dicembre 2004                         | Alpi Cozie, Valle Stura, cuneese                      | 3.1 Md 2.3 Richter                                       | La scossa si verificò alle ore 23:28:59 locali, con epicentro a 3 km a ovest di Valloriate, in provincia di Cuneo, alle coordinate geografiche di 44.35 di latitudine e 7.34 di longitudine, mentre l'ipocentro è stato a 20 chilometri di profondità. | -       |
| 26 marzo 2005                           | Alpi Cozie, Valle Varaita (CN)                        | 3.1 Richter 3.5 Md                                       | La scossa si verificò alle ore 00:19:28 locali a 2 km a ovest di Valmala ma nel comune di Melle, a 10 chilometri di profondità, alle coordinate geografiche di 44.54 di latitudine e 7.33 di longitudine. | -       |
| 12 giugno 2005                          | Tra le Alpi Graie e Cozie, Val di Susa, torinese      | 3.8 Richter 4.1 Mw 3.0 Md V Mercalli                     | La scossa si verificò alle ore 22:16:14 locali, con l'epicentro vicino alle frazioni di Colombatti e Vayr-borla, nel comune di Condove, in provincia di Torino, alle esatte coordinate geografiche di 45.129 di latitudine e 7.275 di longitudine, mentre l'ipocentro si è attestato a 29.6 chilometri di profondità. Si è avvertito in molti comuni della provincia, ma particolarmente in Valle di Susa nei comuni più vicini all'epicentro e in maniera piuttosto forte a Borgone Susa, Condove, Coazze e Giaveno. Il giorno dopo ci furono due lievi repliche, una alle ore 03:03 di magnitudo 2.4 Richter sempre nello stesso comune, l'altra alle ore 22:48 di 2.0 Richter ma nel comune di Sant'Antonino di Susa. | -       |
| 5 luglio 2005                           | Pianura torinese settentrionale, Canavese             | 3.5 Richter 4.1 Mw 3.0 Md V Mercalli                     | La scossa si verificò alle ore 14:33:50 locali, con l'epicentro presso il comune di Favria, in provincia di Torino, alle esatte coordinate geografiche di 45.326 di latitudine e 7.682 di longitudine, mentre l'ipocentro si è attestato a 12.5 chilometri di profondità. Si è avvertito in diversi luoghi del nord del torinese, ma soprattutto ad Alpette, Colleretto Castelnuovo, Meugliano e Pont Canavese dove fu piuttosto forte; sentito leggermente pure a Pontboset e a Champdepraz), mentre solo strumentalmente nelle vicine zone e nel biellese più sud-occidentale. | -       |
| 8 settembre 2005                        | Regione nord-occidentale                              | III-IV Mercalli                                          | | -       |
| 20 novembre 2005                        | Regione orientale                                     | n.d.                                                     | Questo terremoto di magnitudo 3.4 Richter si verificò alle ore 11:48:58 locali nel milanese, vicino al confine del Piemonte, tra Abbiategrasso e Vermezzo, a circa 35 chilometri di profondità, alle coordinate di 45.4 di latitudine e 8.96 di longitudine. Probabilmente si avvertì anche nella regione piemontese, soprattutto il novarese. | -       |
| 11 settembre 2006                       | Pianura cuneese                                       | 3.1 Richter 3.0 Md                                       | La scossa si verificò alle ore 17:04:12 locali, con l'epicentro nelle vicinanze della località di Tetti Chiaramelli, nel comune di Cervere, in provincia di Cuneo, alle coordinate geografiche di 44.61 di latitudine e 7.78 di longitudine, mentre l'ipocentro è stato a 55 chilometri di profondità. | -       |
| 5 giugno 2007                           | Alpi Cozie, Valle Grana, cuneese                      | 3.1 Md 2.9 Richter                                       | La scossa si verificò alle ore 12:11:34 locali a Pradleves in provincia di Cuneo, a 16 chilometri di profondità, alle coordinate di 44.43 di latitudine e 7.29 di longitudine. | -       |
| 20 agosto 2007                          | Alpi Cozie, Valle Varaita, cuneese                    | 3.2 Richter 3.0 Md III-IV Mercalli                       | La scossa si verificò alle ore 19:12:50 locali, con l'epicentro presso il comune di Pontechianale, in provincia di Cuneo, alle esatte coordinate geografiche di 44.63 di latitudine e 7.05 di longitudine, mentre l'ipocentro è stato a 13 chilometri di profondità. È stata sentita in qualche comune del torinese e cuneese. Fu preceduta e seguita da alcune lievi repliche comprese tra la magnitudo 1.5 e 2.0 Richter. | -       |
| 5 ottobre 2007                          | Alpi Cozie, confine Italia-Francia (Francia)          | -                                                        | Questo terremoto di magnitudo 3.3 Richter si verificò alle ore 08:05:22 locali in territorio francese nel comune di Nevache, a soli 7 chilometri di profondità, alle coordinate geografiche di 45.02 di latitudine e 6.57 di longitudine. | -       |
| 25 ottobre 2007                         | Alpi Cozie, Val Sangone, torinese                     | 3.2 Richter 3.0 Md IV Mercalli                           | La scossa si verificò alle ore 00:43:37 locali, con l'epicentro in prossimità della borgata di Verna-Chiarmetta, nel comune di Giaveno, nella provincia di Torino, alle coordinate geografiche di 45.03 di latitudine e 7.29 di longitudine, mentre l'ipocentro è stato a 17 chilometri di profondità. È stata sentita moderatamente in molti comuni della provincia. Ci fu una lieve replica alle ore 15:37 di 2.1 Richter a 1 km a est di Vaie. | -       |
| 9 novembre 2007                         | Alpi Cozie, Valle Grana, cuneese                      | 3.0 Md 2.9 Richter III-IV Mercalli                       | La scossa si verificò alle ore 04:14:49 locali a 2 km a sud-ovest di Monterosso Grana, a 17 chilometri di profondità, alle coordinate geografiche di 44.39 di latitudine e 7.31 di longitudine. Fu avvertita anche moderatamente in alcuni comuni della provincia. Alle ore 07:18 ci fu una lievissima replica di 1.3 Richter ma a soli 4 km di profondità, nella notte del 10 di 2.4 Richter e il 13 di 2.0 e 2.6 Richter. | -       |
| 19 maggio 2008                          | Alpi Marittime, Valle Stura di Demonte, cuneese       | 3.0 Richter 3.1 Md                                       | La scossa si verificò alle ore 03:53:38 locali, con l'epicentro presso la località di Ospitalieri, nel comune di Demonte, in provincia di Cuneo, alle coordinate geografiche di 44.3 di latitudine e 7.3 di longitudine, mentre l'ipocentro è stato a 20 chilometri di profondità. Alle ore 08:09 ci fu una lieve replica di 1.8 Richter a 8 chilometri di profondità ma un po' più a nord, in Valle Maira. | -       |
| 14 agosto 2008                          | Alpi Cozie, Valle Grana, cuneese                      | 3.0 Richter 3.0 Md                                       | La scossa si verificò alle ore 05:32:52 locali, con l'epicentro vicino al "Rifugio de La Valliera", nel comune di Castelmagno, in provincia di Cuneo, alle coordinate geografiche di 44.43 di latitudine e 7.21 di longitudine, mentre l'ipocentro è stato a 18 chilometri di profondità. | -       |
| 24 ottobre 2008                         | Alpi Cozie, Valle Stura di Demonte, cuneese           | 3.9 Richter 4.1 Mw IV-V Mercalli                         | La scossa di terremoto si verificò alle ore 05:06:39 locali, a 15.2 chilometri di profondità, con l'epicentro nel comune di Demonte, in provincia di Cuneo, alle esatte coordinate geografiche di 44.361 di latitudine e 7.275 di longitudine. L'altro comune più vicino confinante è stato Monterosso Grana. Avvertita distintamente dalla popolazione dove nei pressi di Borgo San Dalmazzo anche in maniera piuttosto forte. Paura, ma nessun danno. Seguì un modesto sciamo sismico di assestamento con scosse comprese tra la magnitudo 1.6, fino a una di 2.9 Richter alle ore 05:47 e di cui una lieve a solo un chilometro di profondità. | -       |
| 23 dicembre 2008                        | Buona parte della regione                             | IV Mercalli                                              | Ci fu una forte scossa nel Parmense di magnitudo 5.4 ma fu avvertita praticamente in tutto il nord Italia compreso il Piemonte in alcune aree soprattutto sud-orientale dove in due comuni dell'astigiano e alessandrino si è sentito persino in maniera piuttosto forte di intensità V in base alla scala Mercalli. | -       |
| 19 aprile 2009                          | Langhe, cuneese                                       | 4.2 Richter IV-V Mercalli                                | Il sisma si verificò alle ore 14:39:50 locali, a ben 45.3 chilometri di profondità, con l'epicentro presso la località di Saliceto, nel comune di Pocapaglia, in provincia di Cuneo, alle esatte coordinate geografiche di 44.735 di latitudine e 7.868 di longitudine. Avvertita lievemente nell'astigiano, più "nettamente" nel cuneese e nel torinese, dove in qualche comune anche in maniera piuttosto forte; sentita fino pure in Liguria, Lombardia e Valle d'Aosta. | -       |
| 9 luglio 2009                           | Alpi Cozie francesi                                   | -                                                        | Questo terremoto di magnitudo 3.0 Richter si verificò alle ore 20:48:49 locali in territorio francese nel comune di Cervieres, a soli 2 chilometri di profondità, alle coordinate geografiche di 44.82 di latitudine e 6.71 di longitudine. | -       |
| 18 dicembre 2009                        | Alpi Cozie, Valle Stura di Demonte, cuneese           | 3.2 Richter III-IV Mercalli                              | La scossa si verificò alle ore 00:18:37 locali, con l'epicentro nelle vicinanze della località di Trinità, nel comune di Demonte, in provincia di Cuneo, alle coordinate geografiche di 44.34 di latitudine e 7.24 di longitudine, mentre l'ipocentro è stato a 17 chilometri di profondità. Fu sentita anche moderatamente in diversi comuni della provincia. È stata preceduta il giorno prima da quattro scosse più lievi, la più forte di 2.5 Richter alle ore 12:39, e seguita da una di 2.3 Richter alle ore 02:35. | -       |
| 5 febbraio 2010                         | Alpi Cozie, Valle Grana, cuneese                      | 3.0 Richter 2.8 Md III-IV Mercalli                       | La scossa si verificò alle ore 03:36:09 locali, con l'epicentro nel comune di Monterosso Grana, in provincia di Cuneo, a una profondità ipocentrale di 14 km e alle coordinate geografiche di 44.37 di latitudine e 7.25 di longitudine. È stata sentita in alcuni comuni della provincia e di cui uno in maniera addirittura piuttosto forte nei pressi di Caraglio. | -       |
| 25 febbraio, 26 maggio e 31 agosto 2010 | Alpi Cozie, Valle di Susa, torinese                   | 2.5, 2.4 e 2.3 Richter 2.4, 2.7 e 2.5 Md III-IV Mercalli | La prima scossa si verificò alle ore 00:49, a 12 km di profondità, alle coordinate di 45.12 (lat) e 7.32 (lon). La seconda scossa alle ore 22:14, a 15 km di profondità, alle coordinate di 45.11 (lat) e 7.32 (lon). La terza scossa alle ore 09:45, a 11 km di profondità, alle coordinate di 45.12 (lat) e 7.31 (lon) I tre epicentri sono stati tra i comuni di Caprie e Condove in provincia di Torino. Sono state avvertite, soprattutto la prima, anche moderatamente, in gran parte della Val di Susa, parte del torinese settentrionale e fino al pinerolese. | -       |
| 11 agosto 2010                          | Tra le Alpi Graie e Pennine, torinese                 | 3.1 Richter IV Mercalli                                  | La scossa si verificò alle ore 03:28:54 locali con l'epicentro a Quincinetto, in provincia di Torino, a una profondità ipocentrale di 11 km e alle coordinate geografiche di 45.56 di latitudine e 7.8 di longitudine. È stata sentita moderatamente in molti comuni del torinese settentrionale e del biellese. Ci fu una lievissima replica alla sera di 1.3 Richter a 1 km a nord-ovest di Traversella. | -       |
| 29 settembre 2010                       | Alpi Cozie, Valle Maira, cuneese                      | 3.0 Md 2.7 Richter III-IV Mercalli                       | La scossa si verificò alle ore 03:46:42 locali a 4 km a nord di San Damiano Macra, a 14 chilometri di profondità, alle coordinate geografiche di 44.52 di latitudine e 7.26 di longitudine. È stata sentita in alcuni comuni della provincia, anche in maniera moderata nei pressi dell'epicentro. | -       |
| 24 ottobre 2010                         | Alpi Cozie, Valle Varaita, cuneese                    | 3.1 Richter III-IV Mercalli                              | La scossa si verificò alle ore 13:29:40 locali, con l'epicentro nel comune di Sampeyre, in provincia di Cuneo, a una profondità ipocentrale di 13 km, alle coordinate geografiche di 44.61 di latitudine e 7.23 di longitudine. È stata avvertita in diversi comuni del torinese e cuneese. Fu preceduta nei giorni precedenti e seguita da un modesto sciamo sismico con scosse di lieve potenza comprese tra la magnitudo 0.8 fino a una di 2.9 Richter e di cui due a una profondità di solo un chilometro. | -       |
| 19 dicembre 2010                        | Alpi Cozie, Val Pellice, torinese                     | 2.7 Richter III-IV Mercalli                              | La scossa si verificò alle ore 12:02:20 locali a 1 km a sud di Villar Pellice in provincia di Torino, a 11 chilometri di profondità, alle coordinate di 44.8 di latitudine e 7.16 di longitudine. È stata avvertita, in maniera anche moderata, in diversi comuni del torinese ma anche del cuneese ed è stata preceduta circa 1 minuto prima da una di 2.3 Richter a 1 km a ovest di Angrogna e il giorno 21 da una molto lieve di 1.3. | -       |
| 19 aprile 2011                          | Tra le Alpi Cozie e Marittime, Valle Stura (CN)       | 3.1 Md 2.8 Richter III-IV Mercalli                       | La scossa si verificò alle ore 22:04:41 locali a 1 km a sud di Gaiola in provincia di Cuneo, a 17 chilometri di profondità, alle coordinate geografiche di 44.33 di latitudine e 7.41 di longitudine e si sentì in diversi comuni della provincia. | -       |
| 17 luglio 2011                          | Regione orientale                                     | III-IV Mercalli                                          | | -       |
| 25 luglio 2011                          | Alpi Cozie, Val Sangone, torinese                     | 4.4 Richter 4.7 Mw V Mercalli                            | Il terremoto si verificò alle ore 14:31:20 locali vicino alla borgata Dalmassi nel comune di Giaveno, a 11 km di profondità, alle coordinate 45.02 di latitudine e 7.37 di longitudine. Avvertita in tutta la regione, in Valle d'Aosta, nel Ponente Ligure e fino al milanese. Sentita maggiormente nell'area del torinese, dove molta gente in preda al panico si è riversata nelle strade. Vennero segnalati danni, apertura di crepe nel soffitto e nei muri, ad un solo edificio situato a Torino in Corso Vercelli. Invece, presso la Sacra di San Michele, si staccarono alcuni massi dalle montagne circostanti che cadendo, sfiorarono senza creare danni, un edificio utilizzato per il convogliamento dell'acqua potabile. Dopo la scossa principale, nel pomeriggio seguirono tre lievissime repliche di 1.4, 2.2 e 1.3 Richter. | -       |
| 20 ottobre 2011                         | Regione sud-orientale                                 | IV-V Mercalli                                            | Ci furono due scosse di magnitudo 3.7 e 4.0 Richter alle ore 08:10 e 08:11 locali tra i comuni di Santo Stefano d'Aveto e Rezzoaglio nel genovese, a 8 e 5 chilometri di profondità, alle coordinate di 44.53 (lat) e 9.42 (lon) della prima, 44.52 (lat) e 9.39 (lon) della seconda. Furono avvertite distintamente nell'alessandrino. | .-      |
| 25 e 27 gennaio 2012                    | Buona parte della regione                             | IV-V Mercalli                                            | Ci furono due forti terremoti tra la provincia di Reggio Emilia e il Parmense di magnitudo 5.0 e 5.2 entrambi sentiti in Piemonte e in qualche luogo anche piuttosto forte. | -       |
| 26 febbraio 2012                        | Alpi Cozie, confine Italia Francia (Francia)          | IV-V Mercalli                                            | Questo terremoto superiore al 4° si verificò alle ore 23:37:55 locali in territorio francese nelle Alpi dell'Alta Provenza, nei pressi del comune di Saint-Paul-sur-Ubaye, a soli 4 chilometri di profondità, alle coordinate di 44.5 di latitudine e 6.76 di longitudine e si avvertì distintamente soprattutto nel cuneese ma anche nel torinese. In seguito ci furono altre tre scosse sentite dalla popolazione, una circa un'ora dopo la principale di 3.3 ML a 8 km di profondità, la seconda alle 17:31 e una terza la mattina del 2 marzo entrambe di 3.4 Mw e a soli 6 km di profondità. | -       |
| 29 febbraio 2012                        | Alpi Cozie, Valle Germanasca, torinese                | 2.7 Richter III-IV Mercalli                              | La scossa si verificò alle ore 06:44:09 locali a 1 km a nord di Perrero in provincia di Torino, a 11 chilometri di profondità, alle coordinate geografiche di 44.94 di latitudine e 7.12 di longitudine. È stata sentita in diversi comuni della provincia, in Val Chisone e fino in Val di Susa. | -       |
| 29 febbraio 2012                        | Appennino, Val Curone, alessandrino                   | 3.7 Richter III-IV Mercalli                              | La scossa si verificò alle ore 16:34:58 locali vicino alla frazione di Martinasco, tra i comuni di Casasco, Brignano-Frascata e Momperone, in provincia di Alessandria, a 15 km di profondità ipocentrale, alle coordinate geografiche di 44.83 di latitudine e 9.02 di longitudine. Il terremoto è stata avvertito fino in Liguria e anche in Lombardia nella provincia di Pavia, ma non si verificò alcun danno a edifici o persone. È stata preceduta alle 11:14 da una lieve di 2.2 ML e seguita da altre due di 2.6 ML alle 17:44 e di nuovo 2.2 ML alle 23:13. | -       |
| 5 marzo 2012                            | Regione sud-orientale                                 | III-IV Mercalli                                          | Questo terremoto di magnitudo 4.3 si verificò alle ore 16:15:06 locali in territorio ligure nel comune di Rezzoaglio, a 11 chilometri di profondità, alle coordinate di 44.49 di latitudine e 9.35 di longitudine. | -       |
| 20 e 29 maggio 2012                     | Buona parte della regione                             | IV-V Mercalli                                            | Ci furono due forti terremoti tra le province di Ferrara e Modena di magnitudo 5.9 Richter entrambi ben sentiti in Piemonte e in qualche luogo anche piuttosto forte. | -       |
| 3 e 5 ottobre 2012                      | Alpi Cozie, Valle Varaita, cuneese                    | 3.8 e 3.1 Richter 4.0 Mw IV-V Mercalli                   | Il sisma si verificò alle ore 11:20:43 locali nei pressi della frazione di Puy Inferiore nel comune di Sampeyre, in provincia di Cuneo, a 10 km di profondità, alle coordinate geografiche di 44.58 di latitudine e 7.23 di longitudine. Ci fu paura e allarme nelle località più vicine all’epicentro ma non risultarono danni alle persone o alle cose. La scossa è stata avvertita dalla pianura retrostante del Saluzzese e Pinerolese, fino a Torino e in Liguria. Due giorni dopo ci fu un'altra scossa alle ore 21:10 un po' più a nord della principale ma sempre nel comune medesimo. Tra questi due terremoti e poi ancora, ci fu un modesto sciame sismico con tantissime lieve scosse comprese tra la magnitudo 0.6 e 2.4 Richter. | -       |
| 20 novembre 2012                        | Basso Monferrato, Valle Versa, astigiano              | 3.3 Richter III-IV Mercalli                              | La scossa si verificò alle ore 11:32:13 locali a Castell'Alfero, in provincia di Asti, a 27 km di profondità, alle coordinate di 44.98 di latitudine e 8.21 di longitudine. È stata preceduta alle ore 02:33 da una lieve di 2.0 e seguita da altre cinque tra la magnitudo 1.5 a una di 2.5 Richter alle ore 17:17. | -       |
| 7 gennaio 2013                          | Alpi Cozie, confine Italia Francia (Francia)          | III-IV Mercalli                                          | Il terremoto di magnitudo 3.6 Richter si verificò alle ore 05:20:23 locali in territorio francese nel dipartimento della Alte Alpi della regione della Provenza-Alpi-Costa Azzurra, nel comune di La Roche-de-Rame, a 10 chilometri di profondità, alle coordinate geografiche di 44.77 di latitudine e 6.64 di longitudine e fu sentito anche moderatamente in diversi comuni del torinese più occidentale. | -       |
| 25 febbraio 2013                        | Alpi Graie, Valli di Lanzo, torinese                  | 3.3 Richter IV Mercalli                                  | La scossa si verificò alle ore 02:01:41 locali nel comune di Monastero di Lanzo, in provincia di Torino, a 16 km di profondità, alle coordinate geografiche di 45.34 di latitudine e 7.44 di longitudine. Avvertita nella provincia fino in Val di Susa e in Valle d'Aosta. | -       |
| 30 marzo 2013                           | Pianura cuneese                                       | 2.7 Richter III-IV Mercalli                              | La scossa si verificò alle ore 21:43:20 locali a 3 km a ovest di Saluzzo in provincia di Cuneo, a 12 chilometri di profondità, alle coordinate di 44.66 di latitudine e 7.45 di longitudine. Avvertita in diversi luoghi della provincia. | -       |
| 7 aprile 2013                           | Alpi Marittime, Valle Gesso, cuneese                  | 3.4 Richter IV-V Mercalli                                | La scossa si verificò alle ore 05:13:11 locali tra i comuni di Entracque e Valdieri, in provincia di Cuneo, a 14 km di profondità, alle coordinate geografiche di 44.26 di latitudine e 7.38 di longitudine. Avvertita distintamente soprattutto nei comuni vicini all'epicentro. | -       |
| 7 aprile 2013                           | Alpi Graie, Valli di Lanzo (TO)                       | 2.7 Richter III-IV Mercalli                              | La scossa si verificò alle ore 21:28:22 locali a 1 km a sud-est di Coassolo Torinese in provincia di Torino, a 14 chilometri di profondità, alle coordinate di 45.3 di latitudine e 7.47 di longitudine. Avvertita anche moderatamente in diversi comuni del torinese settentrionale. È stata preceduta al mattino presto da una molto lieve di 1.3 Richter a 4 km a est di Viù. | -       |
| 15 ottobre 2013                         | Alpi Cozie, Valle Grana, cuneese                      | 3.4 Richter IV-V Mercalli                                | La scossa si verificò alle ore 04:47:13 locali a Pradleves, in provincia di Cuneo, a 17 km di profondità, alle coordinate geografiche di 44.42 di latitudine e 7.28 di longitudine. Avvertita distintamente in molti luoghi della provincia e in qualche comune anche piuttosto forte. È stata seguita da un leggerissimo sciame sismico di assestamento con alcune scosse molto lievi comprese tra la magnitudo 0.8 e 1.3 Richter. | -       |
| 19 e 27 ottobre 2013                    | Appennino, Valle Grue, alessandrino                   | 3.4 e 3.2 Richter 3.3 Mw IV Mercalli                     | La prima scossa si è verificata alle ore 18:21:57 locali a 25 km di profondità alle coordinate geografiche di 44.77 di latitudine e 8.98 di longitudine vicino alla frazione di Aliani; otto giorni dopo ce ne fu un'altra alle ore 08:26:31 locali a 24 km di profondità alle coordinate di 44.78 di latitudine e 8.99 di longitudine, tutte e due nel comune di Garbagna in provincia di Alessandria. Avvertite anche moderatamente soprattutto nel tortonese. Dopo il primo terremoto e nei due giorni successivi, seguirono delle lievi scosse comprese tra la magnitudo 1.5 e 2.4 Richter. | -       |
| 21 e 22 novembre 2013                   | Tortonese (AL)                                        | IV-V Mercalli                                            | Il primo terremoto di 3.6 Mw si verificò alle ore 11:36:50 locali e il secondo di 3.7 Richter alle ore 20:50:24 locali, tutte e due nel comune di Rivanazzano Terme nella provincia di Pavia ed entrambe ben sentite nell'alessandrino, soprattutto quello più orientale. A 00:04 del 23 novembre ci fu un'altra scossa di 3.3 Richter avvertita dalla popolazione della provincia di Alessandria. | -       |
| 7 aprile 2014                           | Alpi Cozie, confine Italia-Francia (Francia)          | IV-V Mercalli                                            | Questo sisma di magnitudo 4.9 si è verificato alle ore 21:26:59 locali a una profondità di 8 chilometri circa, alle coordinate di 44.5 di latitudine e 6.71 di longitudine, in territorio francese nelle Alpi dell'Alta Provenza, nei pressi del comune di Saint-Paul-sur-Ubaye. Avvertito anche piuttosto forte nel cuneese ma è stato sentito praticamente in buona parte del Piemonte, Liguria, Valle d'Aosta e fino in Lombardia. | -       |
| 13 luglio 2014                          | Alpi Cozie, Valle Maira, cuneese                      | 3.3 Richter 3.2 Mw IV Mercalli                           | La scossa si è verificata alle ore 12:05:40 locali, tra i comuni di San Damiano Macra e Macra, in provincia di Cuneo, alle coordinate geografiche di 44.5 di latitudine e 7.22 di longitudine e a una profondità di 10 km. Avvertita anche moderatamente in diversi comuni della provincia e in due pure abbastanza forte. | -       |
| 28 novembre 2014                        | Alpi Graie, Val Chiusella, Canavese, torinese         | 3.0 Richter III-IV Mercalli                              | La scossa si è verificata alle ore 20:43:52 locali, tra i comuni di Traversella e Vico Canavese, in provincia di Torino, a 12 km di profondità, alle coordinate geografiche di 45.53 di latitudine e 7.63 di longitudine. Avvertita in diversi comuni del torinese più settentrionale, biellese e in alcuni luoghi della vicina Valle d'Aosta. | -       |
| 6 dicembre 2014                         | Appennino alessandrino, Tortonese                     | 3.6 Richter IV Mercalli                                  | Il sisma si è verificato alle ore 18:40:41 locali, vicino a Brienzone, tra i comuni di Pozzol Groppo e Volpedo, in provincia di Alessandria, a 11 km di profondità, alle coordinate geografiche di 44.88 di latitudine e 9.02 di longitudine. Avvertito anche moderatamente nei luoghi più vicini all'epicentro e al confine con la Lombardia. | -       |
| 18 giugno 2015                          | Alpi Cozie, Valle Po, cuneese                         | 2.8 Richter III-IV Mercalli                              | La scossa si è verificata alle ore 00:04:48 locali a 6 km a nord-est di Sampeyre ma nel comune di Paesana, a 15 chilometri di profondità, alle coordinate di 44.63 di latitudine e 7.23 di longitudine. Avvertita, anche moderatamente, in diversi comuni della provincia e fino in Val Pellice e all'inizio della Val Chisone. È stata seguita nel resto della giornata e ancora il 19 giugno da un modesto sciame sismico con molte scosse lievi comprese tra la magnitudo 0.9 e 2.1 Richter. |         |
| 10 settembre 2015                       | Alpi Cozie, Val Pellice, torinese                     | 3.1 Richter IV Mercalli                                  | La scossa si è verificata alle ore 09:32:08 locali a Villar Pellice in provincia di Torino, a circa 12 chilometri di profondità, alle coordinate di 44.81 di latitudine e 7.15 di longitudine. Avvertita, anche moderatamente, in diversi comuni della provincia fino alla Val di Susa e nei pressi di Bibiana persino abbastanza forte. Alle ore 10 ci fu poi stata una lievissima scossa di 1.1 Richter. | -       |
| 10 ottobre 2015                         | Appennino ligure, Valle Stura, alessandrino           | IV Mercalli                                              | Il terremoto di magnitudo 3.1 Richter si è verificato alle ore 22:18:06 locali nei pressi di Rossiglione nel genovese, a 11 km di profondità, alle coordinate di 44.57 di latitudine e 8.68 di longitudine ed è stato percepito distintamente nelle province di Genova, Savona e Alessandria. Non si sono registrati danni a cose e persone. | -       |
| 6 novembre 2015                         | Alpi Cozie, confine Italia-Francia (Francia)          | III-IV Mercalli                                          | La scossa di magnitudo 3.8 Richter si è verificata alle ore 05:03:04 locali, a una profondità di 11 chilometri circa, alle coordinate di 44.47 di latitudine e 6.71 di longitudine, in territorio francese nelle Alpi dell'Alta Provenza, nei pressi del comune di La Condamine-Chatelard. Fu avvertita tra il leggermente e il moderatamente in gran parte del cuneese e torinese ma senza provocare danni. | -       |
| 16 novembre 2015                        | Pianura del cuneese settentrionale                    | 3.1 Richter IV Mercalli                                  | Si è verificato alle ore 22:06:42, vicino alla frazione di Bonavalle nel comune di Murello, a circa 35 km di profondità, alle coordinate di 44.77 di latitudine e 7.61 di longitudine. Si è percepito nei comuni limitrofi, nel pinerolese, saluzzese, Bra e Carmagnola. Essendo stata una scossa non forte, non ha causato danni a persone o cose. Alle ore 03:48 c'era stata una lievissima scossa di 1.2 Richter ma nel comune di Bra. | -       |
| 14 marzo 2016                           | Alpi Cozie, Valle Grana, cuneese                      | 3.5 Richter IV Mercalli                                  | Si è verificato alle ore 14:36:11 tra i comuni di Pradleves e Monterosso Grana a una profondità di circa 9 km, alle coordinate di 44.41 di latitudine e 7.29 di longitudine. Si è avvertita moderatamente in molti comuni del cuneese e torinese, ma anche piuttosto forte. È stata seguita da qualche lievissima scossa comprese tra 0.9 e 1.5 Richter. | -       |
| 30 luglio 2016                          | Alpi Cozie, Val Chisone, torinese                     | 3.9 Richter 3.7 Mw IV-V Mercalli                         | Il terremoto si è verificato alle ore 22:21:38 locali in prossimità del comune di Inverso Pinasca, a 15 chilometri di profondità, alle coordinate di 44.93 di latitudine e 7.21 di longitudine. Avvertita piuttosto forte nei comuni più vicini all'epicentro, vicino alla città di Torino e nella parte settentrionale della provincia di Cuneo, ma è stata comunque sentita in buona parte della regione e fino in Valle d'Aosta e Liguria occidentale. Seguita da un'altra scossa minore di 2.1 Richter 4 minuti dopo, questa volta nel territorio di Pomaretto in Valle Germanasca e da un leggerissimo sciame sismico di assestamento più o meno fino al 2 agosto con una decina di scosse molto lievi comprese tra la magnitudo 0.7 e 1.4 Richter. Sono stati segnalati solo danni minimi a cornicioni e tetti di alcune abitazioni e brevi interruzioni di corrente. | -       |
| 30 ottobre 2016                         | Qualche zona della regione                            | III-IV Mercalli                                          | Ci fu un fortissimo terremoto nell'Italia centrale di 6.5 Mw a 4 km a nord-est di Norcia nel perugino, ma in qualche luogo del Piemonte centro-orientale, meridionale e settentrionale è stato sentito tra il leggermente e il moderatamente, ma addirittura in un comune vicino a Torino persino piuttosto forte. | -       |
| 11 novembre 2016                        | Alpi Cozie, Val Varaita, cuneese                      | 3.0 Richter III-IV Mercalli                              | Si è verificato alle ore 06:38:55 locali, con l'epicentro presso il comune di Pontechianale, nella provincia di Cuneo, a una profondità ipocentrale di 16 chilometri e alle coordinate geografiche di 44.65 di latitudine e 7.04 di longitudine. È stata avvertita, anche moderatamente, in diversi comuni del cuneese e torinese. | -       |
| 15 dicembre 2016                        | Alpi Cozie, Val Chisone, torinese                     | 2.4 Richter IV Mercalli                                  | La scossa si è verificata alle ore 08:22:02 locali a 2 km a nord-est di Perosa Argentina in provincia di Torino, a 9 chilometri di profondità, alle coordinate di 44.97 di latitudine e 7.21 di longitudine e si è sentita, anche moderatamente, in alcuni comuni della valle (dove in prossimità del comune dell'epicentro è stata avvertita persino piuttosto forte), in Val Noce, nei pressi di Cumiana, fino in Val Pellice e di Susa. Circa nove minuti dopo c'è poi stata una replica lievissima di 1.4 Richter sempre nel medesimo comune e la sera del giorno 16 una di 1.7 Richter ma a 1 km a sud-est di Pinasca. | -       |
| 8 aprile 2017                           | Tra le Alpi Marittime e Cozie, Valle Stura, cuneese   | 3.1 Richter III-IV Mercalli                              | La scossa si è verificata alle ore 11:52:34 locali, con l'epicentro presso il comune di Demonte nella provincia di Cuneo, a una profondità ipocentrale di circa 15 chilometri e alle coordinate geografiche di 44.28 di latitudine e 7.28 di longitudine. È stata avvertita distintamente nel cuneese, torinese e fino in Liguria; non ci sono state notizie di danni a cose e persone. | -       |
| 19 novembre 2017                        | Qualche zona della regione                            | III-IV Mercalli                                          | Ci fu un terremoto nella provincia di Pavia di 4.4 Mw e in qualche luogo del Piemonte venne percepito tra il leggermente e il moderatamente, soprattutto nell'alessandrino. | -       |
| 8 dicembre 2017                         | Pianura del cuneese settentrionale                    | 2.9 Richter III-IV Mercalli                              | La scossa si è verificata alle ore 23:30:29 locali a 3 km a sud-ovest di Sommariva del Bosco in provincia di Cuneo, a una profondità di 42 chilometri, alle coordinate geografiche di 44.75 di latitudine e 7.72 di longitudine. | -       |
| 27 marzo 2018                           | Alpi Cozie, Val Pellice, torinese                     | 3.0 richter III-IV Mercalli                              | La scossa si è verificata alle ore 15:29:49 locali, con epicentro a 2 km da Lusernetta ma nel comune di Bibiana, a una profondità ipocentrale di 16 km, alle coordinate di 44.78 di latitudine e 7.25 di longitudine. È stata avvertita distintamente nelle province di Cuneo e Torino. Non si sono registrati danni a cose o persone. | -       |
| 17 luglio 2018                          | Alpi Cozie, Valle Maira, cuneese                      | 3.3 Richter 3.2 Mw IV Mercalli                           | La scossa si è verificata alle ore 20:13:44 locali con epicentro a Stroppo in provincia di Cuneo, vicino alla frazione di Paschero, a una profondità ipocentrale di 10 km e alle coordinate geografiche di 44.51 di latitudine e 7.13 di longitudine. È stata avvertita distintamente nel cuneese soprattutto nell'area dell'epicentro ma anche del torinese. Circa quindici minuti dopo ce n'è poi stata una lieve di 1.5 Richter sempre nel medesimo comune e stessa profondità. | -       |
| 3 agosto 2018                           | Alpi Cozie, Valle Maira, cuneese                      | 3.0 Richter III-IV Mercalli                              | La scossa si è verificata alle ore 03:21:47 locali, con epicentro a Elva in provincia di Cuneo, a una profondità ipocentrale di 22 km e alle coordinate geografiche di 44.56 di latitudine e 7.07 di longitudine. | -       |
| 5 giugno 2019                           | Alpi Cozie, Valle Germanasca, torinese                | 3.1 Richter IV Mercalli                                  | La scossa si è verificata alle ore 19:35:02 locali, con epicentro a 1 km a ovest di Massello in provincia di Torino, alla profondità di 15.8 chilometri e alle esatte coordinate geografiche di 44.9592 di latitudine e 7.0477 di longitudine. Il terremoto è stato avvertito moderatamente in molti comuni della provincia di Torino più occidentale, e in quelli più prossimi all'epicentro anche in maniera piuttosto forte. | -       |
| 19 giugno 2019                          | Alpi Cozie, Val Pellice, torinese                     | 2.7 Richter III-IV Mercalli                              | La scossa si verificata alle ore 22:58:25 locali, con epicentro a 2 km a ovest di Rorà in provincia di Torino, alla profondità di 11 chilometri e alle coordinate geografiche di 44.78 di latitudine e 7.18 di longitudine. Il terremoto è stato avvertito in molti comuni del torinese più occidentale, ma soprattutto in Val Pellice e nel Pinerolese; è stata sentita leggermente fino in Val di Susa e localmente nel cuneese fino in Val Varaita. | -       |
| 19 gennaio 2020                         | Langhe                                                | 3.1 Richter                                              | La scossa si è verificata alle ore 6:22, con epicentro nei pressi di Neive (CN), ben avvertita a cavallo tra le province di Cuneo e Asti. | -       |
| 11 settembre 2020                       | Alessandrino, Serravalle Scrivia                      | 3.1 Richter                                              | La scossa si è verificata alle ore 11:28, con epicentro tra i comuni di Serravalle Scrivia e Stazzano e ipocentro localizzato ad una profondità di 25 Km. La scossa è stata avvertita nei pressi dell'epicentro e nel Novese. | -       |